# فول الصويا
فول الصويا (الاسم العلمي: Glycine max) نوع نباتي ينتمي للفصيلة البقولية. يصنف الصويا على أنه من البذور الزيتية وهو يستخدم في الصين منذ 5000 عام كطعام ولتصنيع الأدوية. يعتبر فول الصويا من المحاصيل الغذائية والصناعية الهامة على المستوى العالمي. ويتميّز عن بقية الأنواع الأخرى من البقول بأنه يحتوي على جميع الأحماض الأمينية الأساسية الثمانية الضرورية لجسم الإنسان لصنع البروتين. هذا يجعله مصدرا ممتازا للبروتين الكامل وخصوصا للنباتيين.

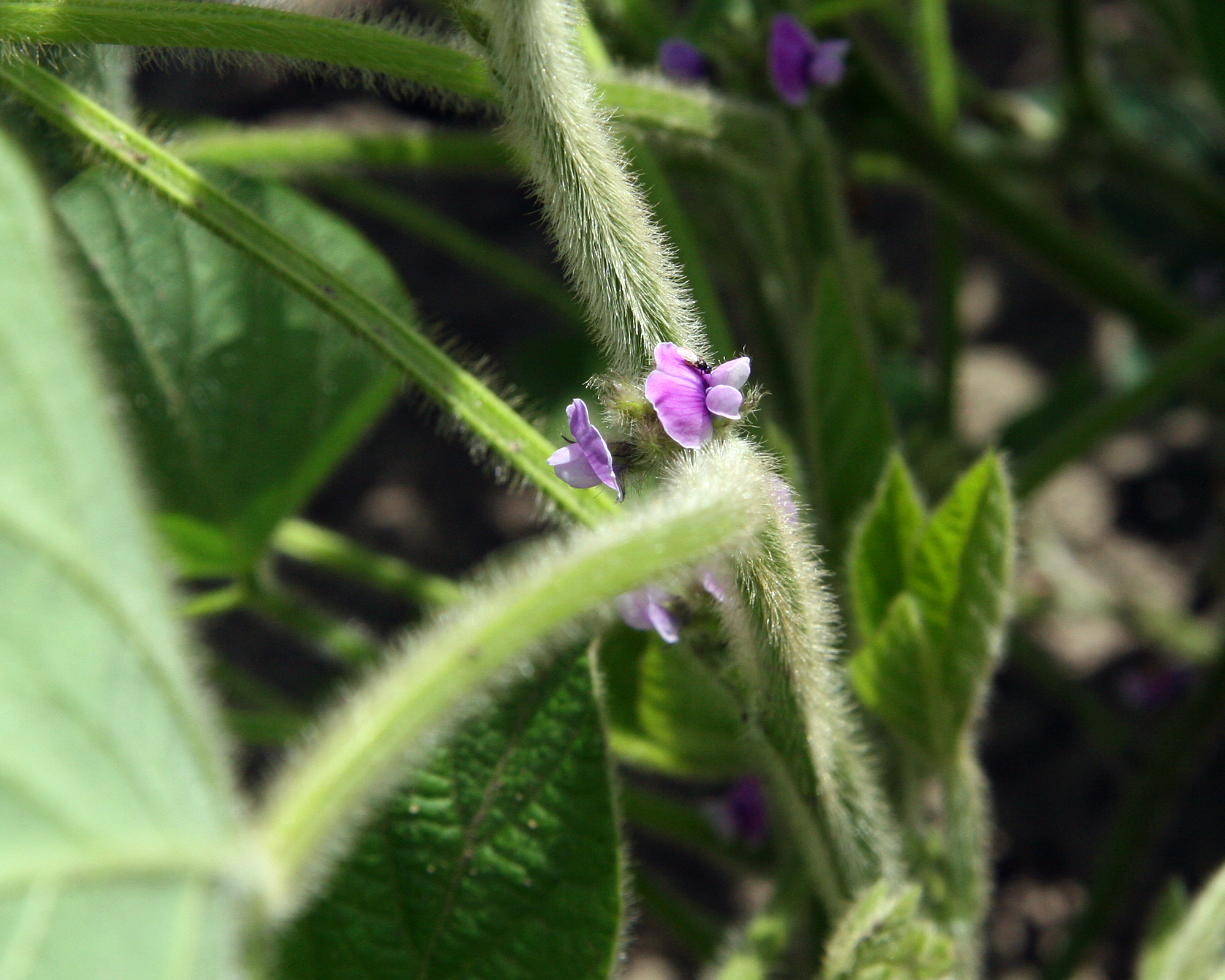
أزهار فول الصويا

كلمة صويا تأتي كلمة من أصل إنكليزي (soy) والتي يرجع أصلها إلى الكلمة اليابانية (醤油 شويو).

## التوصيف النباتي
مثل معظم النباتات، ينمو فول الصويا في مراحل مورفولوجية مميزة أثناء تطورها من البذور إلى نبات ناضج بالكامل.

### مرحلة الإنبات
المرحلة الأولى من النمو هي الإنبات، وهي الطريقة التي تصبح واضحة لأول مرة مع ظهور جذير البذرة. هذه هي المرحلة الأولى من نمو الجذور وتحدث خلال أول 48 ساعة في ظل ظروف النمو المثالية. تنمو أول الهياكل الضوئية والفلقات، من الفلقات السفلية، وهي أول بنية نباتية تظهر من التربة. تعمل هذه الفلقات كأوراق وكمصدر للمواد المغذية للنبات غير الناضج، حيث توفر التغذية للشتلات لمدة 7 إلى 10 أيام الأولى.

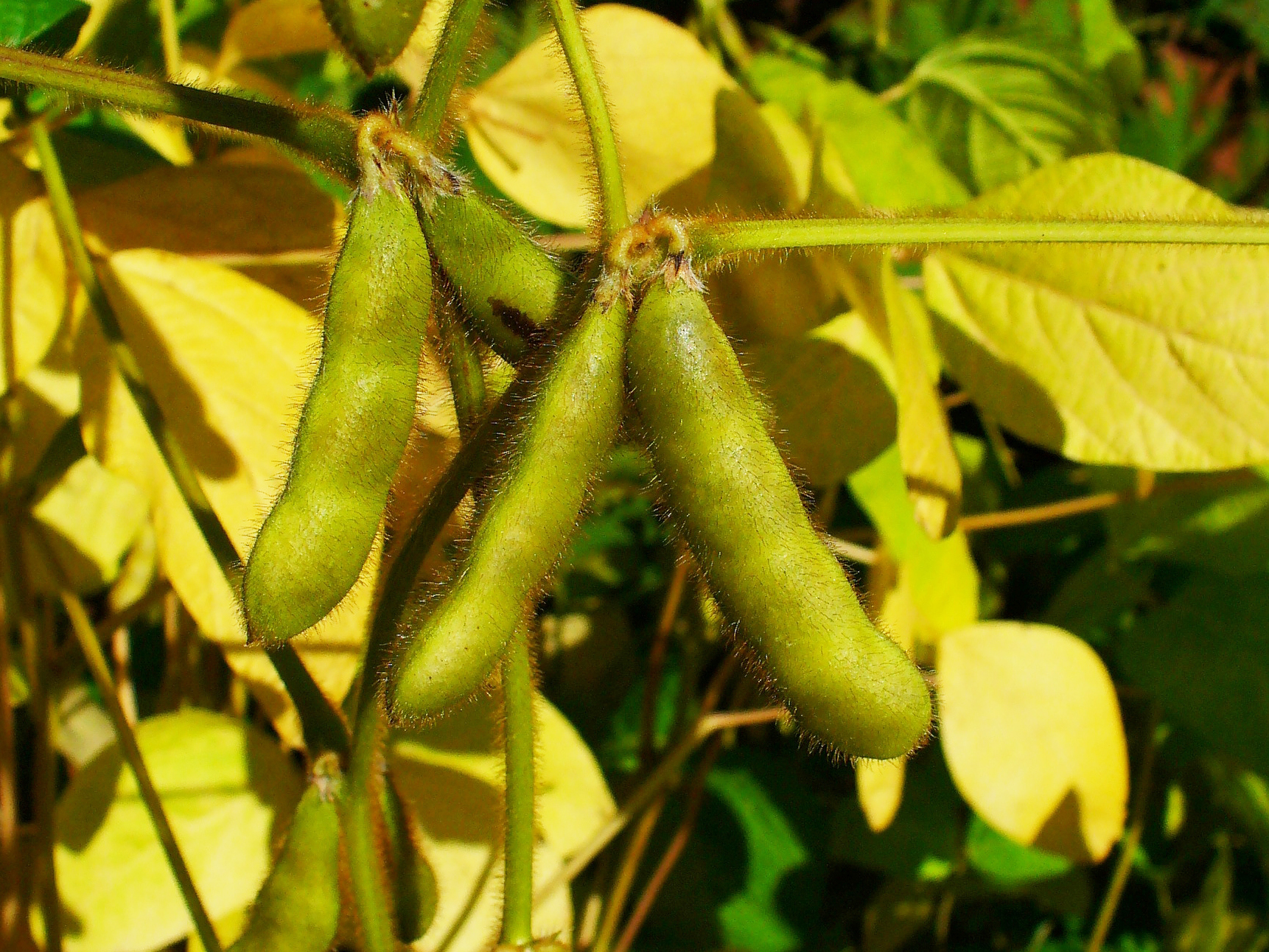
الفواكه/القرون

### مرحلة الإنضاج
تتطور الأوراق الأولى على شكل زوج من الشفرات المفردة. وبعد هذا الزوج الأول، تشكل السيقان الناضجة أوراقًا مركبة ذات ثلاث شفرات. الأوراق ثلاثية الشكل الناضجة، التي تحتوي على ثلاث إلى أربع وريقات لكل ورقة، تكون غالبًا بين6 و 15 سـم (2 1⁄2 و 6 بوصة) طويلة و 2 و 7 سـم (1 و 3 بوصة) واسعة. في ظل الظروف المثالية يستمر نمو الجذع، مما يؤدي إلى إنتاج عقد جديدة كل أربعة أيام. قبل الإزهار، يمكن أن تنمو الجذور2 سـم (3⁄4 بوصة) يوميا. إذا كانت البكتيريا الريزوبية موجودة، يبدأ تطوين العقد الجذرية عند ظهور العقدة الثالثة. يستمر تكوين العقد عادة لمدة 8 أسابيع قبل أن تستقر عملية العدوى التكافلية. تختلف الخصائص النهائية لنبات فول الصويا، حيث تؤثر عوامل مثل الوراثة وجودة التربة والمناخ على شكله؛ ومع ذلك، فإن نباتات فول الصويا الناضجة تمامًا تتراوح عمومًا بين 50 و 125 سـم (20 و 50 بوصة) في الطول وتصل جذورها لعمق يتراوح بين 75 و 150 سـم (30 و 60 بوصة).

### مرحلة الإزهار
يتم تحفيز الإزهار طول النهار، والذي يبدأ غالبًا عندما تصبح الأيام أقصر من 12.8 ساعة. ومع ذلك، فإن هذه السمة متغيرة بحيث تتفاعل الأصناف المختلفة بشكل مختلف مع تغير طول اليوم. تشكل نباتات فول الصويا أزهارًا غير واضحة ذاتية التلقيح تظهر في محور الورقة وتكون بيضاء أو وردية أو أرجوانية. على الرغم من أنها لا تتطلب التلقيح، إلا أنها جذابة للنحل، لأنها تنتج رحيقًا يحتوي على نسبة عالية من السكر. اعتمادًا على صنف فول الصويا، قد يتوقف نمو العقدة بمجرد بدء الإزهار. تُسمى السلالات التي تستمر في التطور العقدي بعد الإزهار بـ"نمو غير محدد" وهي الأنسب للمناخات ذات مواسم النمو الأطول. في كثير من الأحيان تسقط أوراق فول الصويا قبل أن تنضج البذور بشكل كامل.

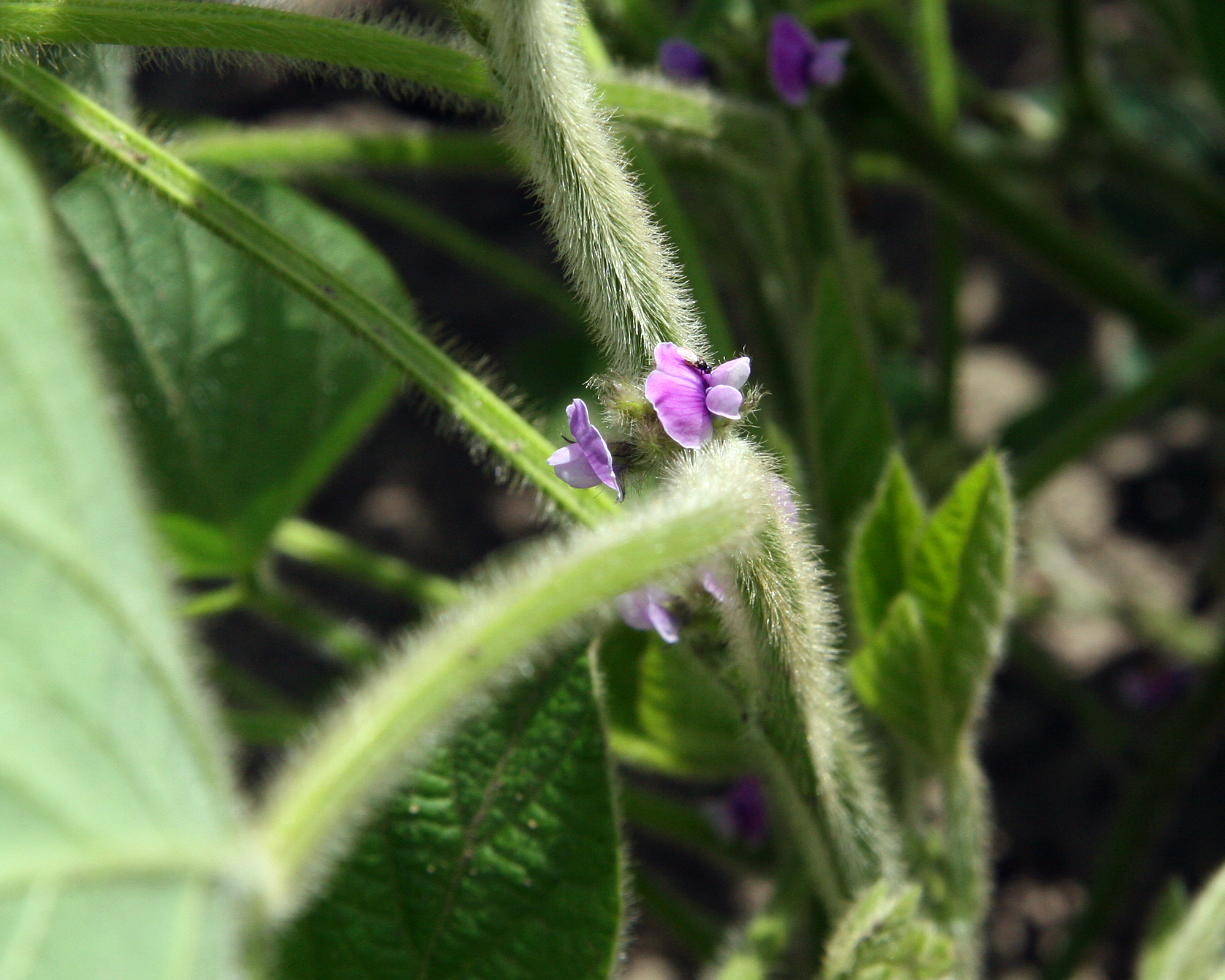
زهور صغيرة أرجوانية اللون

### مرونة البذور

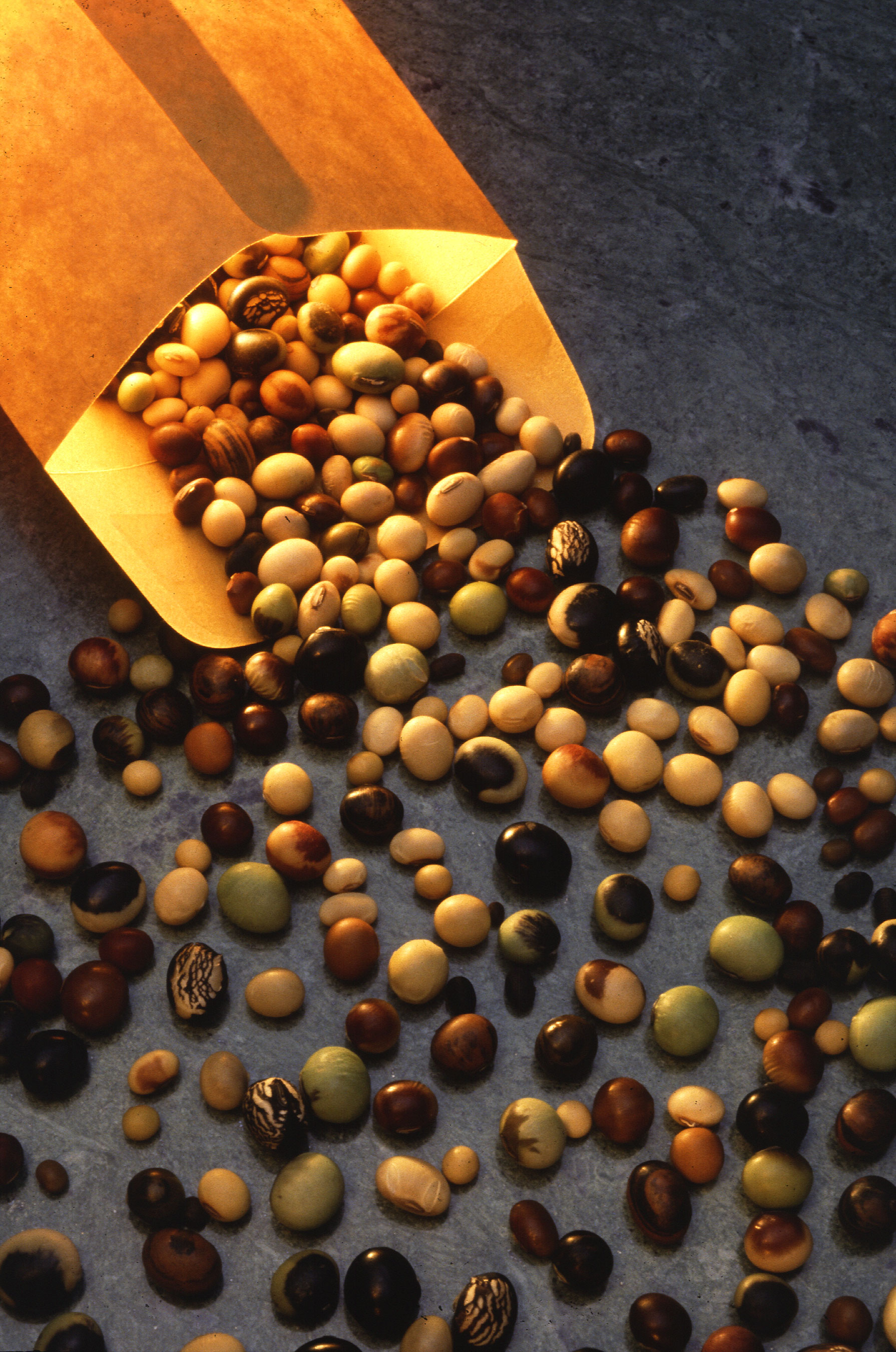
أصناف من فول الصويا

قشرة الفاصوليا الناضجة صلبة ومقاومة للماء وتحمي الفلقة والجزء السفلي من الزهرة (أو "الجرثومة") من التلف. إذا كان غلاف البذرة متشققًا، فلن تنبت البذرة. تسمى الندبة المرئية على غلاف البذرة بالهيلوم (تشمل الألوان الأسود والبني والأصفر الفاتح والرمادي) وفي أحد طرفي الهيلوم يوجد الميكروبيل، أو الفتحة الصغيرة في غلاف البذرة والتي يمكن أن تسمح بامتصاص الماء للإنبات.
تحتوي بعض البذور مثل فول الصويا على مستويات عالية جدًا من البروتين، ويمكنها أن تتعرض للجفاف، ومع ذلك تبقى على قيد الحياة وتستعيد حيويتها بعد امتصاص الماء. بدأ كارل ليوبولد دراسة هذه القدرة في معهد بويس تومسون لأبحاث النبات بجامعة كورنيل في منتصف الثمانينيات. وجد أن فول الصويا والذرة يحتويان على مجموعة من الكربوهيدرات القابلة للذوبان التي تحمي حيوية خلايا البذور. وقد حصل على براءات اختراع في أوائل تسعينيات القرن العشرين بشأن تقنيات حماية الأغشية البيولوجية والبروتينات في الحالة الجافة.

### البنية الكيميائية
يشكل البروتين وزيت فول الصويا معًا ما نسبته 56% من فول الصويا الجاف من حيث الوزن (36% بروتين و20% دهون. ويتكون الباقي من 30% كربوهيدرات و9% ماء و5% رماد . يتكون فول الصويا من حوالي 8% غلاف بذرة أو قشر، و90% فلقات و2% محور تحت الزهرة أو جرثومة. 

## التصنيف
يمكن تقسيم جنس الجلايسين إلى جنسين فرعيين، الجلايسين (Glycine) والصوجا (Soja). تتضمن الصوجا المزروعة (الجلايسين ماكس)، وفول الصويا البري، يتم التعامل معهما إما كنوع منفصل جلايسين الصوجا، أو كما كنوعين فرعيين الجلايسين ماكس والصوجا. فول الصويا المزروع والبرى هو نبات حولي. فول الصويا البري موطنه الأصلي الصين واليابان وكوريا وروسيا. يتكون الجنس الفرعي الجلايسين من 25 نوعًا معمرًا بريًا على الأقل: على سبيل المثال، حلوة رمادية وحلوة زغيباء، وكلاهما موجود في أستراليا وبابوا غينيا الجديدة. ينتمي فول الصويا المعمر إلى جنس مختلف. نشأ في أفريقيا وهو الآن محصول منتشر على نطاق واسع في المناطق الاستوائية.
وكما هو الحال مع بعض المحاصيل الأخرى التي تم تطويعها منذ فترة طويلة، لم يعد من الممكن تتبع العلاقة بين فول الصويا الحديث والأنواع البرية بدرجة من اليقين. إنها سلالة مزروعة تحتوي على عدد كبير جدًا من الأصناف.

## علم البيئة
مثل العديد من البقوليات، يمكن لفول الصويا تثبيت النيتروجين الجوي، بسبب وجود البكتيريا التكافلية من مجموعة الريزوبيا.

## الزراعة
يُعد فول الصويا من المحاصيل الزراعية الهامة عالميًا، حيث يُزرع كمصدر رئيسي للبروتين والزيت. يُفضل زراعته في التربة الخصبة ذات التصريف الجيد، ويتطلب مناخًا معتدلًا دافئًا مع توفر كمية كافية من الأمطار أو الري. يُزرع فول الصويا بشكل رئيسي في الولايات المتحدة، البرازيل، والأرجنتين.
تتم زراعته عادة في صفوف مستقيمة باستخدام آلات حديثة، ويجب مكافحة الآفات والأعشاب الضارة للحفاظ على المحصول. بعد النضج، يتم حصاده باستخدام آلات الحصاد الآلية. يُستخدم فول الصويا في إنتاج العديد من المنتجات الغذائية والصناعية، مثل الزيوت، الأعلاف، والتوفو، بالإضافة إلى دوره في تحسين خصوبة التربة عبر تثبيت النيتروجين.

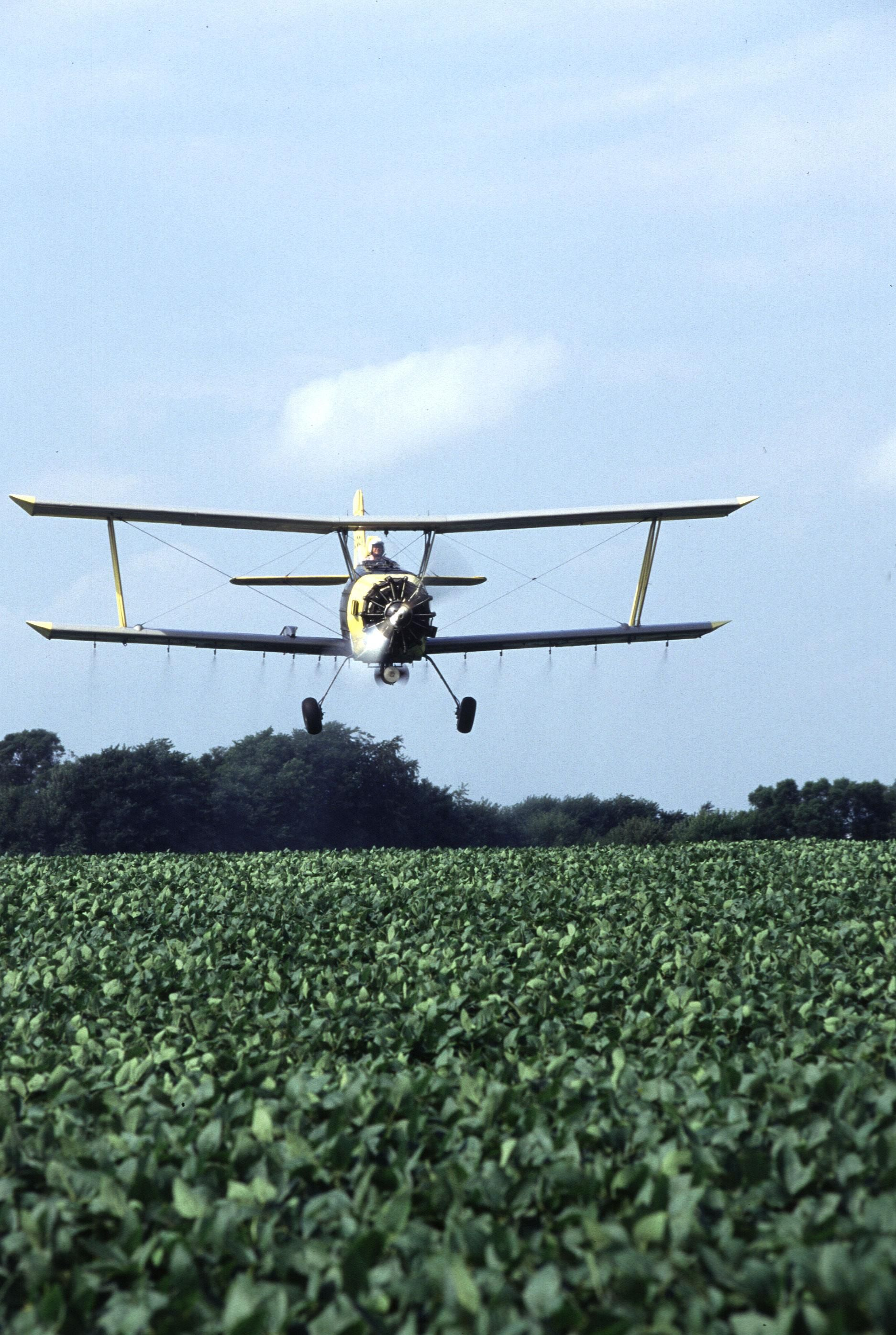
الولايات المتحدة

### الظروفالمناخية

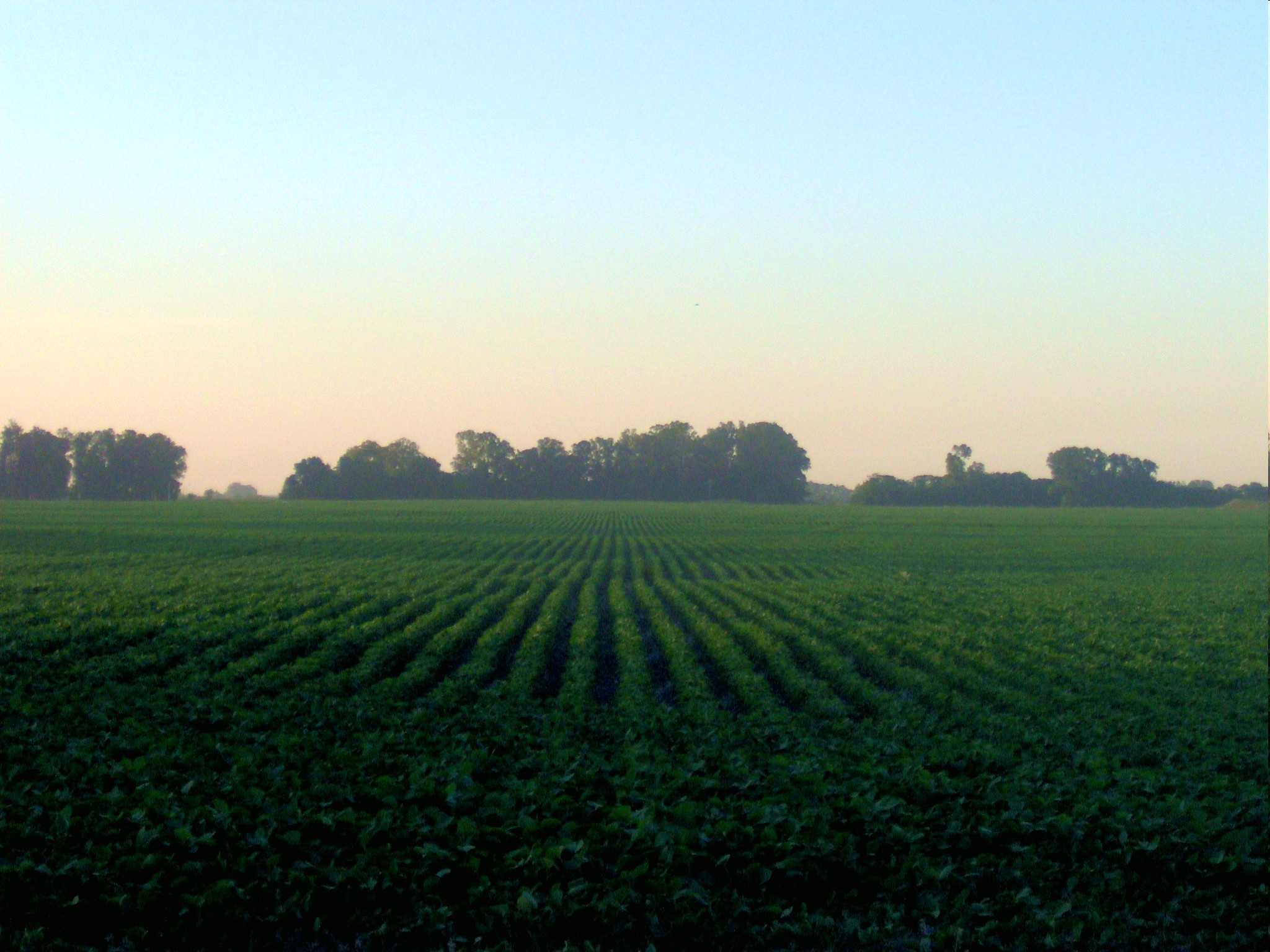
الأرجنتين

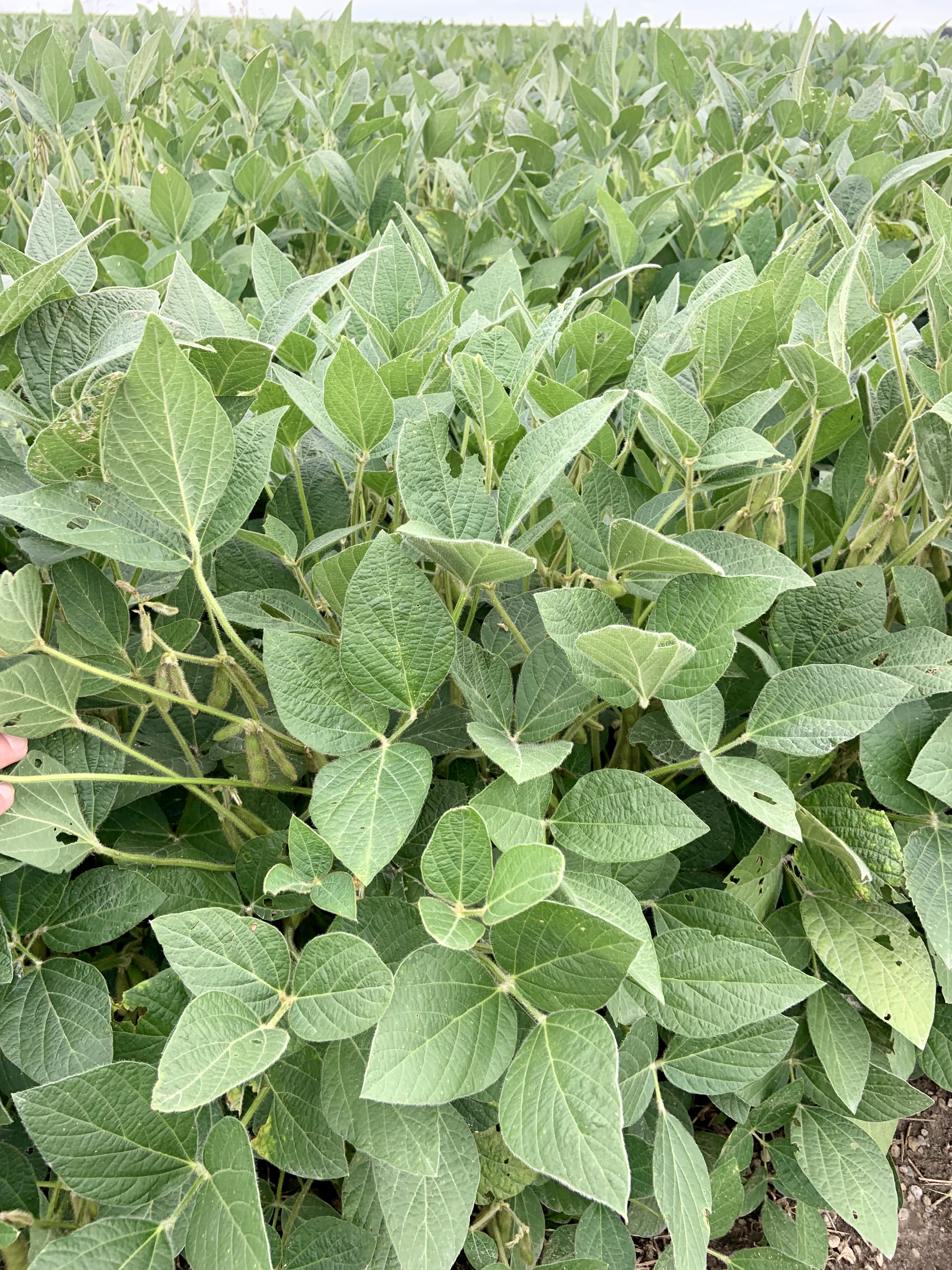
محاصيل فول الصويا في ولاية مينيسوتا

تنجح زراعة فول الصويا في المناخات ذات الصيف الحار، مع ظروف نمو مثالية في درجات حرارة متوسطة تتراوح من 20 إلى 30 °م (70 إلى 85 °ف)؛ درجات حرارة أقل من 20 °م (70 °ف) وحرارة أكثر من 40 °م (105 °ف) توقف النمو بشكل كبير. يمكن أن تنمو في مجموعة واسعة من التربات، مع نمو مثالي في التربة الطميية الرطبة ذات المحتوى العضوي الجيد. فول الصويا، مثل معظم البقوليات، يقوم بتثبيت النيتروجين من خلال إنشاء علاقة تكافلية مع البكتيريا برادي رايزوبيوم جابونيكوم (مرادف: رايزوبيوم جابونيكوم (Rhizobium japonicum)؛ جوردان 1982). تسمح هذه القدرة على تثبيت النيتروجين للمزارعين بتقليل استخدام الأسمدة النيتروجينية وزيادة الغلة عند زراعة محاصيل أخرى بالتناوب مع فول الصويا. ومع ذلك، قد تكون هناك بعض التنازلات فيما يتعلق بوفرة المواد العضوية في التربة على المدى البعيد والتي يُزرع فيها فول الصويا والمحاصيل الأخرى (على سبيل المثال،الذرة) بالتناوب. وللحصول على أفضل النتائج، يجب خلط عينة من سلالة البكتيريا الصحيحة مع بذور فول الصويا (أو أي نوع من البقوليات) قبل الزراعة. تصل أصناف المحاصيل الحديثة عمومًا إلى ارتفاع حوالي 1 م (3 قدم)، واستغرق 80-120 أيام من البذر إلى الحصاد.

### أنواع التربة
حصل علماء التربة إدسون لوباتو (البرازيل)، وأندرو ماكلونج (الولايات المتحدة)، وأليسون باولينيلي (البرازيل) على جائزة الغذاء العالمية لعام 2006 لقاء عملهم على تحويل السافانا المتنوعة بيولوجيًا في منطقة سيرادو في البرازيل إلى أرض زراعية عالية الإنتاجية يمكنها زراعة فول الصويا المربح.

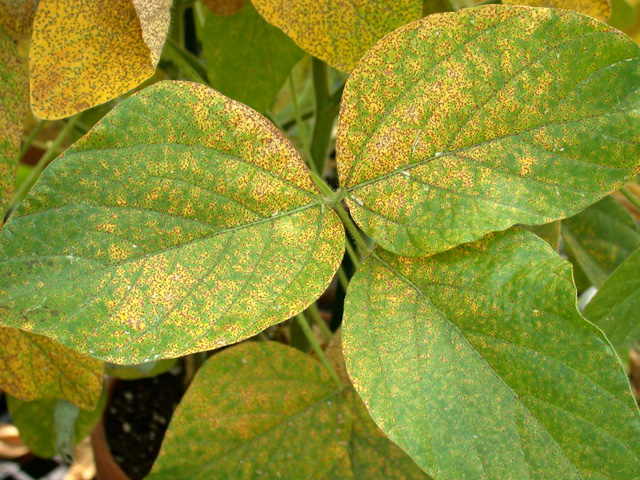
صدأ فول الصويا

### مخاوف التلوث
يمكن استخدام مياه الصرف الصحي البشرية كسماد لزراعة فول الصويا. من المرجح أن يحتوي فول الصويا المزروع في حمأة الصرف الصحي على تركيزات مرتفعة من المعادن.

### الآفات
تتعرض نباتات فول الصويا لمجموعة واسعة من الأمراض البكتيرية، والأمراض الفطرية، والأمراض الفيروسية، والطفيليات.
تشمل الأمراض البكتيرية الأساسية اللفحة البكتيرية والبثور البكتيرية والعفن الزغبي الذي يصيب نبات فول الصويا.
تشكل الخنفساء اليابانية (Popillia japonica) تهديدًا كبيرًا للمحاصيل الزراعية، بما في ذلك فول الصويا، بسبب عاداتها الغذائية الشرهة. توجد هذه الخنافس بشكل شائع في المناطق الحضرية والضواحي، وغالبًا ما يتم ملاحظتها في المناظر الطبيعية الزراعية حيث يمكن أن تسبب أضرارًا كبيرة للمحاصيل مثل الذرة وفول الصويا والفواكه المختلفة.
نيماتودا كيس فول الصويا (SCN - Soybean cyst nematode) هي أسوأ آفة يتعرض لها فول الصويا في الولايات المتحدة. تعتبر الخسائر بنسبة 30% أو 40% شائعة حتى بدون أعراض.
عثة الذرة ودودة اللوز (Helicoverpa zea) هي آفة شائعة ومدمرة لنمو فول الصويا في فيرجينيا.
تستهلك الغزلان ذوات الذيل الأبيض فول الصويا، مما قد يؤدي إلى إتلاف نباتات فول الصويا من خلال التغذية والدوس والغائط، مما يقلل من غلة المحاصيل بنسبة تصل إلى 15٪. تعتبر جرذان الأرض أيضًا من الآفات الشائعة في حقول فول الصويا، حيث تعيش في جحور تحت الأرض وتتغذى بالقرب منها. يمكن أن يستهلك عرين واحد من جرذان الأرض ما بين عُشر إلى ربع فدان من فول الصويا. تعتبر المواد الكيميائية الطاردة أو الأسلحة النارية فعالة في مكافحة الآفات في حقول فول الصويا.
يمكن أن يتعرض فول الصويا لفطر بيتيوم سبينوسم (Pythium spinosum) في أركنساس وإنديانا (الولايات المتحدة)، والصين.
في اليابان والولايات المتحدة، يسبب فيروس تقزم فول الصويا (SbDV - Soybean dwarf virus) مرضًا في فول الصويا وينتقل عن طريق المن.

### الأصناف

#### أصناف مقاومة للأمراض

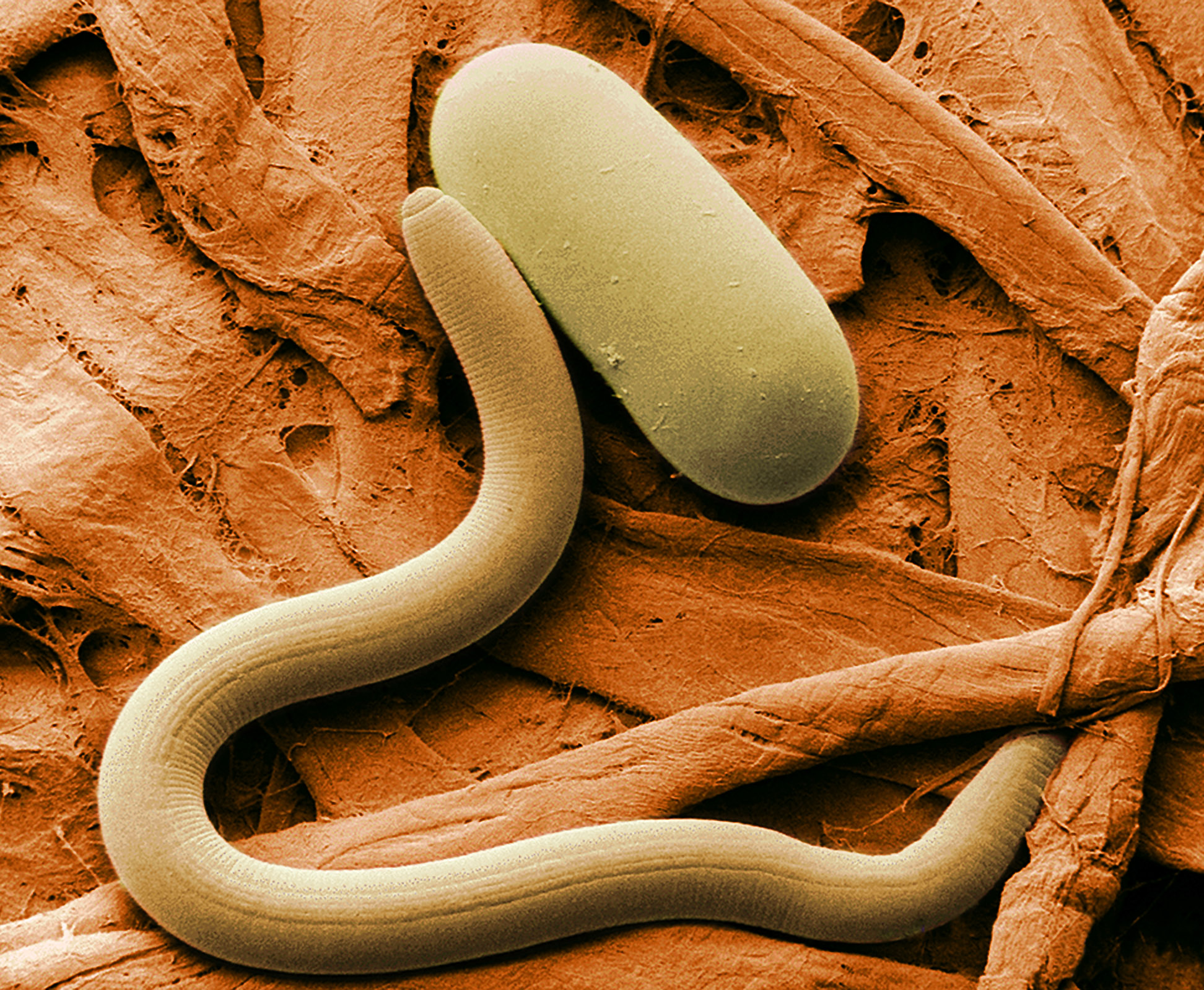
يُعتقد أن نيماتودا كيس فول الصويا هي ما يسبب مشاكل النمو مثل اصفرار الأوراق وضعف النمو وانخفاض الإنتاجية

تتوفر أصناف مقاومة. في الأصناف الهندية، وجد ناتاراج وآخرون عام 2020 أن مرض أنثراكنوز الناجم عن كوليتوتريكوم تورنكاتوم (Colletotrichum truncatum) يقاومه مزيج من جينين رئيسيين.

##### الجينات رقم PI 88788
تتمتع الغالبية العظمى من الأصناف في الولايات المتحدة بمقاومة ضد نيماتودا كيس فول الصويا (soybean cyst nematode resistance)، ولكنها تعتمد على خط تربية واحد فقط (PI 88788) كمصدر وحيد للمقاومة. (الجينات المقاومة التي يوفرها (PI 88788 Peking، وPI 90763) تمت توصيفها في عام 1997) ونتيجة لذلك، على سبيل المثال، في عام 2012، كان لـ 18 صنفًا فقط من أصل 807 صنفًا موصى بها من قبل جامعة ولاية آيوا أصل خارج PI 88788. بحلول عام 2020، كان الوضع لا يزال على حاله تقريبًا: من بين 849 كان هناك 810 لديهم بعض الأنساب، 35 من (Peking) واثنان من (PI 88788)، و2 فقط من PI 89772. (فيما يتعلق بمسألة أصل PI 88788 حصريًا، لم يكن هذا الرقم متاحًا لعام 2020.)  كان من المتوقع أن يكون ذلك في عام 2012

### الإنتاج

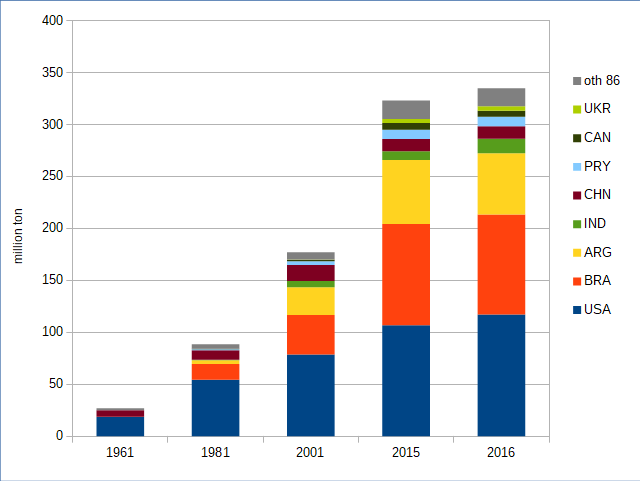
إنتاج فول الصويا (1961 - 2016) بمليون طن

حتى أوائل القرن العشرين وقبل الحرب العالمية الثانية، تربعت الصين وخاصة المنطقة الشمالية الشرقية (مانشوكو) على عرش أكبر مُنتج ومُصدر لفول الصويا في العالم. في فترة ما بعد الحرب توقفت الولايات المتحدة عن استيراد فول الصويا وعوضته بالإنتاج المحلي وفأصبحت أكبر منتج ومصدر في العالم، حينها كانت اليابان، التي قامت بزراعة أصناف محسنة وطورت أصناف جديدة في منشوريا، تحت الاحتلال حتى النصف الأخير من الحرب. واستجابة للطلب المتزايد باستمرار في القرن الحادي والعشرين، توسع الإنتاج في البرازيل والأرجنتين ودول أمريكا الجنوبية الأخرى.
ورغم أن فول الصويا يتخلف عن الذرة والقمح من حيث الإنتاج وحجم التصدير، إلا أنه سرعان ما أصبح أكبر محصول تجاري في العالم، متجاوزاً الذرة والقمح من حيث قيمة التصدير. في عام 2017، احتلت الولايات المتحدة المرتبة الأولى من حيث قيمة صادرات محاصيل فول الصويا بقيمة 21.6 مليار دولار، تليها الذرة بقيمة 9.1 مليار دولار. تعد البرازيل أكبر مُنتج لحبوب البن وقصب السكر في العالم، وقد تربع فول الصويا على رأس القائمة بقيمة 19 مليار دولار، والسكر بقيمة 10.4 مليار دولار، وحبوب البن بقيمة 4.8 مليار دولار. في الأرجنتين، تبلغ قيمة صادرات منتجات فول الصويا 17.3 مليار دولار، بما في ذلك فول الصويا منزوع الدهن بقيمة 10 مليار دولار، وزيت فول الصويا 4.1 مليار دولار، وفول الصويا الكامل 3.2 مليار دولار، وهو ما يتخلف كثيرًا عن الذرة التي تحتل المركز الثاني، 4.2.
في عام 2020، بلغ الإنتاج العالمي من فول الصويا أكثر من 353 مليون طن، بقيادة البرازيل والولايات المتحدة مجتمعتين بنسبة 66% من الإجمالي. لقد زاد الإنتاج بشكل كبير في جميع أنحاء العالم منذ ستينيات القرن العشرين، ولكن بشكل خاص في أمريكا الجنوبية بعد تطوير صنف ينمو جيدًا في خطوط العرض المنخفضة في الثمانينيات. كان النمو السريع للصناعة مدفوعًا في المقام الأول بالزيادات الكبيرة في الطلب العالمي على منتجات اللحوم، وخاصة في البلدان النامية مثل الصين، والتي تمثل وحدها أكثر من 60٪ من الواردات.
| -                | 1965  | 1970  | 1975  | 1980  | 1985   | 1990   | 1995   | 2000   | 2005   | 2010   | 2015   | 2019   |
| ---------------- | ----- | ----- | ----- | ----- | ------ | ------ | ------ | ------ | ------ | ------ | ------ | ------ |
| العالم           | 31705 | 43697 | 64249 | 81040 | 101157 | 108456 | 126924 | 161308 | 214543 | 265088 | 323308 | 333672 |
| البرازيل         | 523   | 1509  | 9893  | 15156 | 18279  | 19898  | 25683  | 32821  | 51182  | 68756  | 97465  | 114269 |
| الولايات المتحدة | 23014 | 30675 | 42140 | 48922 | 57128  | 52416  | 59174  | 75055  | 83507  | 90663  | 106954 | 96793  |
| الأرجنتين        | 17    | 27    | 485   | 3500  | 6500   | 10700  | 12133  | 20136  | 38290  | 52675  | 61447  | 55264  |
| الصين            | 6206  | 8775  | 7302  | 7966  | 10512  | 11008  | 13511  | 15409  | 16348  | 15084  | 11788  | 15729  |
| الهند            | 10    | 14    | 91    | 442   | 1024   | 2602   | 5096   | 5276   | 8274   | 12736  | 8570   | 13268  |
| باراغواي         | 22    | 41    | 220   | 537   | 1172   | 1795   | 2212   | 2980   | 3988   | 7460   | 8856   | 8520   |
| كندا             | 219   | 283   | 367   | 690   | 1012   | 1262   | 2298   | 2703   | 3156   | 4445   | 6456   | 6045   |

| -         | 1965 | 1970  | 1975  | 1980 | 1985 | 1990 | 1995 | 2000  | 2005  | 2010  | 2015  | 2019  |
| --------- | ---- | ----- | ----- | ---- | ---- | ---- | ---- | ----- | ----- | ----- | ----- | ----- |
| الصين     | 0    | 0     | 27    | 576  | 0.5  | 0.9  | 294  | 10419 | 26590 | 54798 | 81690 | 88586 |
| المكسيك   | 3    | 102   | 22    | 522  | 1494 | 897  | 2232 | 3985  | 3714  | 3772  | 3890  | 4851  |
| الأرجنتين | 0    | 0     | 0     | 1.8  | 0.04 | 0.04 | 0.1  | 238   | 748   | 1.8   | 0.5   | 4548  |
| مصر       | 0    | 0.003 | 0.002 | 1    | 5    | 25   | 55   | 243   | 574   | 1752  | 1764  | 4257  |
| هولندا    | 391  | 1105  | 1282  | 3495 | 2960 | 4122 | 5372 | 5381  | 4870  | 3553  | 3467  | 4113  |
| ألمانيا   | 1332 | 2134  | 3502  | 3935 | 2900 | 2718 | 2907 | 3840  | 3884  | 3383  | 3787  | 3666  |
| اليابان   | 1847 | 3244  | 3334  | 4401 | 4910 | 4681 | 4813 | 4829  | 4181  | 3456  | 3243  | 3392  |

| -                | 1965 | 1970  | 1975  | 1980  | 1985  | 1990  | 1995  | 2000  | 2005  | 2010  | 2015  | 2019  |
| ---------------- | ---- | ----- | ----- | ----- | ----- | ----- | ----- | ----- | ----- | ----- | ----- | ----- |
| البرازيل         | 75   | 290   | 3333  | 1549  | 3491  | 4077  | 3493  | 11517 | 22435 | 29073 | 54324 | 74073 |
| الولايات المتحدة | 6196 | 11839 | 12496 | 21786 | 17566 | 15467 | 22840 | 27192 | 25658 | 42351 | 48216 | 52388 |
| الأرجنتين        | 0    | 0     | 0     | 2700  | 2963  | 3214  | 2550  | 4123  | 9962  | 13616 | 11650 | 10054 |
| باراغواي         | 1    | 0     | 102   | 235   | 710   | 1411  | 1270  | 1796  | 2972  | 4659  | 4576  | 4901  |
| كندا             | 83   | 29    | 10    | 96    | 105   | 166   | 654   | 771   | 1181  | 2776  | 4247  | 4013  |
| الأوروغواي       | 0    | 0     | 0     | 9     | 6     | 27    | 0     | 0     | 477   | 1968  | 3035  | 2971  |
| أوكرانيا         | -    | -     | -     | -     | -     | -     | 5     | 8     | 175   | 196   | 2199  | 2953  |

#### القضايا البيئية
ورغم "وقف زراعة الصويا" في منطقة الأمازون، فإن إنتاج الصويا لا يزال يلعب دوراً هاماً في إزالة الغابات عندما نأخذ في الاعتبار آثاره غير المباشرة، حيث تستمر مساحة الأراضي المستخدمة لزراعة الصويا في الزيادة. وتأتي هذه الأراضي إما من أراضي المراعي (التي تحل بشكل متزايد محل المناطق الحرجية)، أو من مناطق خارج الأمازون لا يشملها وقف العمل بالقانون، مثل منطقة سيرادو . يمكن أن يعزى ما يقرب من خمس إزالة الغابات إلى التوسع في استخدام الأراضي لإنتاج البذور الزيتية، في المقام الأول لفول الصويا وزيت النخيل، في حين أن التوسع في إنتاج لحوم البقر يمثل 41%. إن المحرك الرئيسي لإزالة الغابات هو الطلب العالمي على اللحوم، والذي بدوره يتطلب مساحات شاسعة من الأراضي لزراعة المحاصيل العلفية للماشية. يتم استخدام حوالي 80% من محصول فول الصويا العالمي لتغذية الماشية.

## الموطن الأصلي والانتشار

خريطة توزيع أكبر منتجي فول الصويا (2018)

تُرجح أقوال أن الموطن الأصلي لفول الصويا هو جنوب شرق آسيا، ولقد تم زراعة فول الصويا أو الصويا كما هو الشائع في تسميتها منذ قديم الأزل في الصين أو اليابان ثم انتقل إلى الولايات المتحدة الأمريكية في عام 1804. وبُذلت المحاولات العديدة لزراعتها في أوروبا بالمثل. بلغت المساحة المزروعة بفول الصويا عام 1958 حوالي 20 مليون هكتار، وأهم البلاد المنتجة لفول الصويا هي الولايات المتحدة الأمريكية والصين (وبضمنها منشوريا) واليابان وأندونيسيا وكوريا الجنوبية، كما نجحت زراعة فول الصويا في كثير من البلاد وأهمها: ألمانيا وإنكلترا وفرنسا ونيوزيلندا ومصر وجنوب أفريقيا وإسبانيا.
كان فول الصويا محصولًا أساسيًا في شرق آسيا قبل وقت طويل من بدء العمل بالسجلات المكتوبة. لا يزال أصل زراعة فول الصويا محل جدل علمي. أقرب قريب حي لفول الصويا هو جلايسين الصويا (Glycine soja)، وهو نبات بقوليات موطنه الأصلي وسط الصين. هناك أدلة على تدجين فول الصويا بين عامي 7000 و6600 قبل الميلاد في الصين، وبين عامي 5000 و3000 قبل الميلاد في اليابان، وعام 1000 قبل الميلاد في كوريا.
تم اكتشاف أول فول صويا مستأنس بشكل لا لبس فيه وحجمه مناسب للزراعة في كوريا في موقع داوندونج في فترة مُمن. قبل ظهور المنتجات المخمرة مثل فول الصويا الاسود المخمر (douchi)، والجيانغ (ميسو الصيني)، وصلصة الصويا، والتيمبة، والناتو، والميسو، كان فول الصويا يُعتبر مقدسًا لتأثيراته المفيدة في تناوب المحاصيل، وكان يتم تناوله بمفرده، وعلى شكل خثارة فول الصويا وحليب الصويا.
تم إدخال فول الصويا إلى جاوة في أرخبيل الملايو حوالي القرن الثالث عشر أو ربما قبل ذلك. بحلول القرن السابع عشر، من خلال تجارتهم مع الشرق الأقصى، أصبح فول الصويا ومنتجاته يتم تداولها من قبل التجار الأوروبيين (البرتغاليين والإسبان والهولنديين) في آسيا، ووصلت إلى شبه القارة الهندية بحلول هذه الفترة.[بحاجة لمصدر] بحلول القرن الثامن عشر، تم إدخال فول الصويا إلى الأمريكتين وأوروبا من الصين. تم إدخال فول الصويا إلى أفريقيا من الصين في أواخر القرن التاسع عشر، وهو الآن منتشر على نطاق واسع في جميع أنحاء القارة.

### شرق آسيا

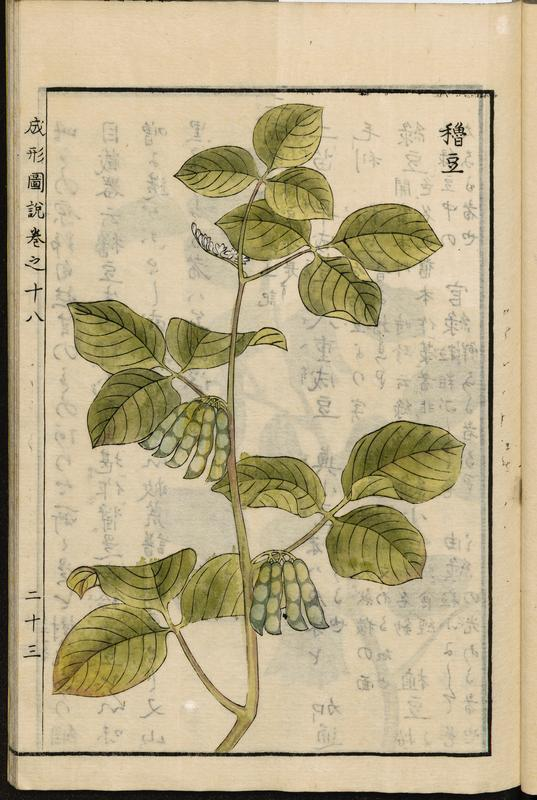
سيكي زوسيتسو (1804)

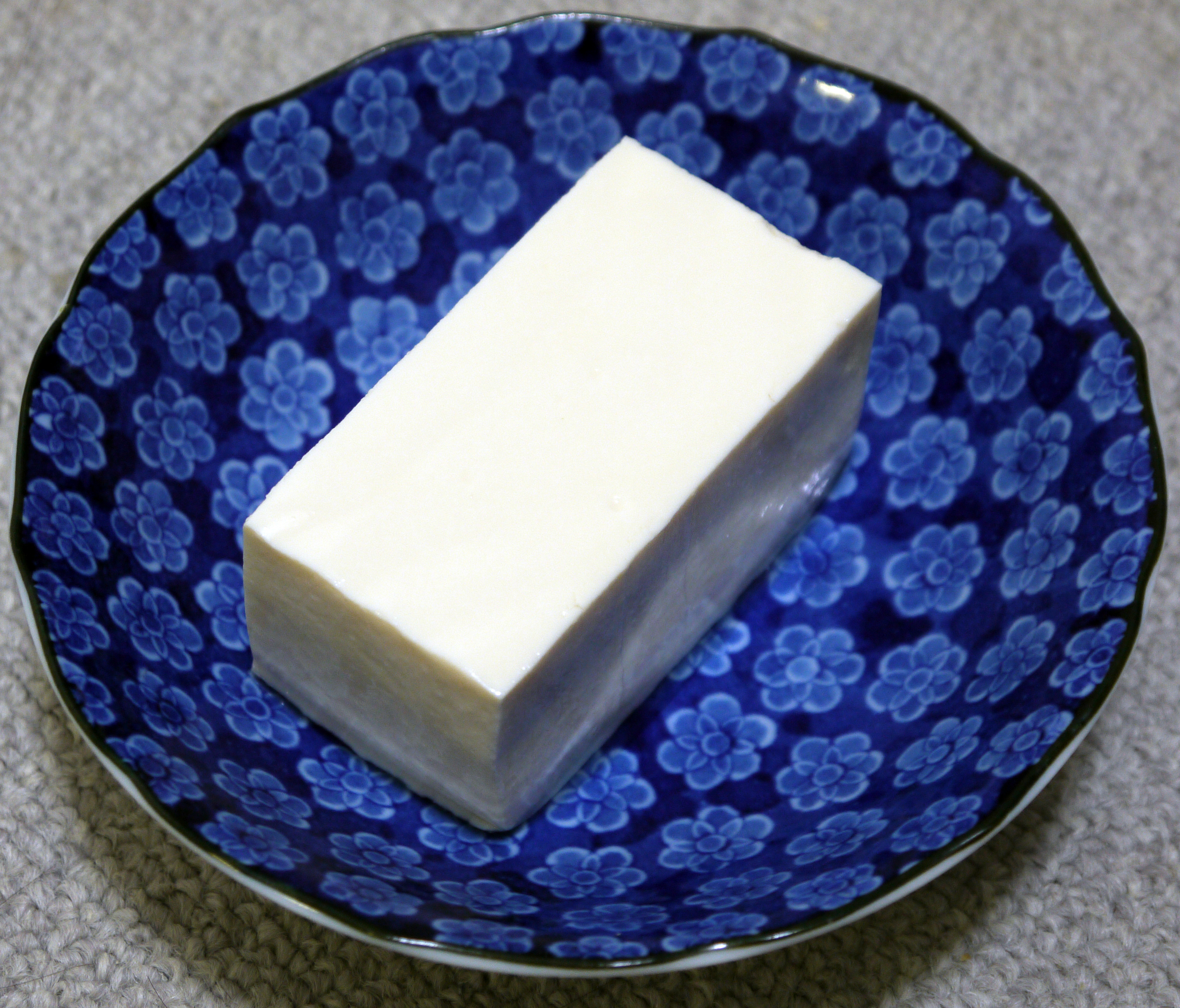
توفو حريري ياباني (كينوغوشي توفو)

بدأت زراعة فول الصويا في النصف الشرقي من شمال الصين بحلول عام 2000 قبل الميلاد، ولكن من المؤكد تقريبًا أنها أقدم من ذلك بكثير. أقدم دليل موثق على استخدام الجلايسين من أي نوع يأتي من بقايا نباتات متفحمة من فول الصويا البري تم استردادها من جياهو في مقاطعة خنان بالصين، وهو موقع يعود إلى العصر الحجري الحديث تم احتلاله منذ ما بين 9000 و7800 سنة تقويمية. تم العثور على وفرة من عينات فول الصويا المتفحمة الأثرية في وسط هذه المنطقة.
وفقًا للأسطورة الصينية القديمة، أعلن الإمبراطور الأسطوري شينونج الصيني في عام 2853 قبل الميلاد أن خمسة نباتات مقدسة: فول الصويا والأرز والقمح والشعير والدخن. تشير السجلات الصينية المبكرة إلى أن فول الصويا كان هدية من منطقة دلتا نهر اليانغتسي وجنوب شرق الصين. تزعم الموسوعة السوفييتية العظمى أن زراعة فول الصويا نشأت في الصين منذ حوالي 5000 عام. يقترح بعض العلماء أن فول الصويا نشأ في الصين وتم تدجينه حوالي عام 3500 قبل الميلاد. ومع ذلك، تشير الأبحاث الحديثة إلى أن زراعة الأشكال البرية بدأت مبكرًا (قبل عام 5000 قبل الميلاد) في مواقع متعددة في جميع أنحاء شرق آسيا.
أصبح فول الصويا محصولًا مهمًا في عهد أسرة تشو (حوالي 1046-256 قبل الميلاد) في الصين. ومع ذلك، فإن التفاصيل المتعلقة بالمكان، والتوقيت، والظروف التي نشأت فيها علاقة وثيقة بين فول الصويا والناس لا تزال غير مفهومة بشكل جيد. لم يكن فول الصويا معروفًا في جنوب الصين قبل عهد هان. منذ القرن الأول الميلادي تقريبًا وحتى عصر الاكتشافات (القرنين الخامس عشر والسادس عشر)، تم إدخال فول الصويا إلى مختلف أنحاء جنوب وجنوب شرق آسيا. وقد نشأ هذا الانتشار بفضل إنشاء طرق التجارة البحرية والبرية. أقدم إشارة نصية يابانية إلى فول الصويا موجودة في كتاب كوجيكي الكلاسيكي، والذي اكتمل في عام 712 ميلادية.
تم العثور على أقدم فول صويا محفوظ زالذي يشبه الأصناف الحديثة في الحجم والشكل في المواقع الأثرية في كوريا والتي يعود تاريخها إلى حوالي 1000 قبل الميلاد. أشار تأريخ الكربون المشع لعينات فول الصويا التي تم استردادها من خلال التعويم أثناء الحفريات في موقع أوكبانج في فترة مومون المبكرة في كوريا إلى أن فول الصويا كان يُزرع كمحصول غذائي في حوالي 1000-900 قبل الميلاد. كما أن فول الصويا من فترة جومون في اليابان منذ عام 3000 قبل الميلاد أكبر حجمًا من الأصناف البرية.

### جنوب شرق آسيا
حين وصل فول الصويا كان معروقا باسم كاديلي (المصطلح الإندونيسي الحديث: kedelai) في مخطوطة جاوية قديمة (سري تانجونغ)، والتي يرجع تاريخها إلى القرن الثاني عشر إلى القرن الثالث عشر في جزيرة جاوة. بحلول القرن الثالث عشر، وصل فول الصويا إلى إندونيسيا وتم زراعته؛ ومع ذلك، فمن المحتمل أنه وصل قبل ذلك بكثير، حين جلبه التجار أو التجار من جنوب الصين.
أقدم ذكر لفول الصويا كان باسم "تيمبيه" وقد ظهر في عام 1815 في مخطوطة سيرات سينثيني. من المحتمل أن يكون تطوير كعكة فول الصويا المخمرة التيمبيه قد حدث في وقت سابق، حوالي القرن السابع عشر في جاوة.

### شبه القارة الهندية
بحلول القرن السابع عشر، انتشر صلصة الصويا من جنوب اليابان إلى كافة أنحاء المنطقة من خلال شركة الهند الشرقية الهولندية.

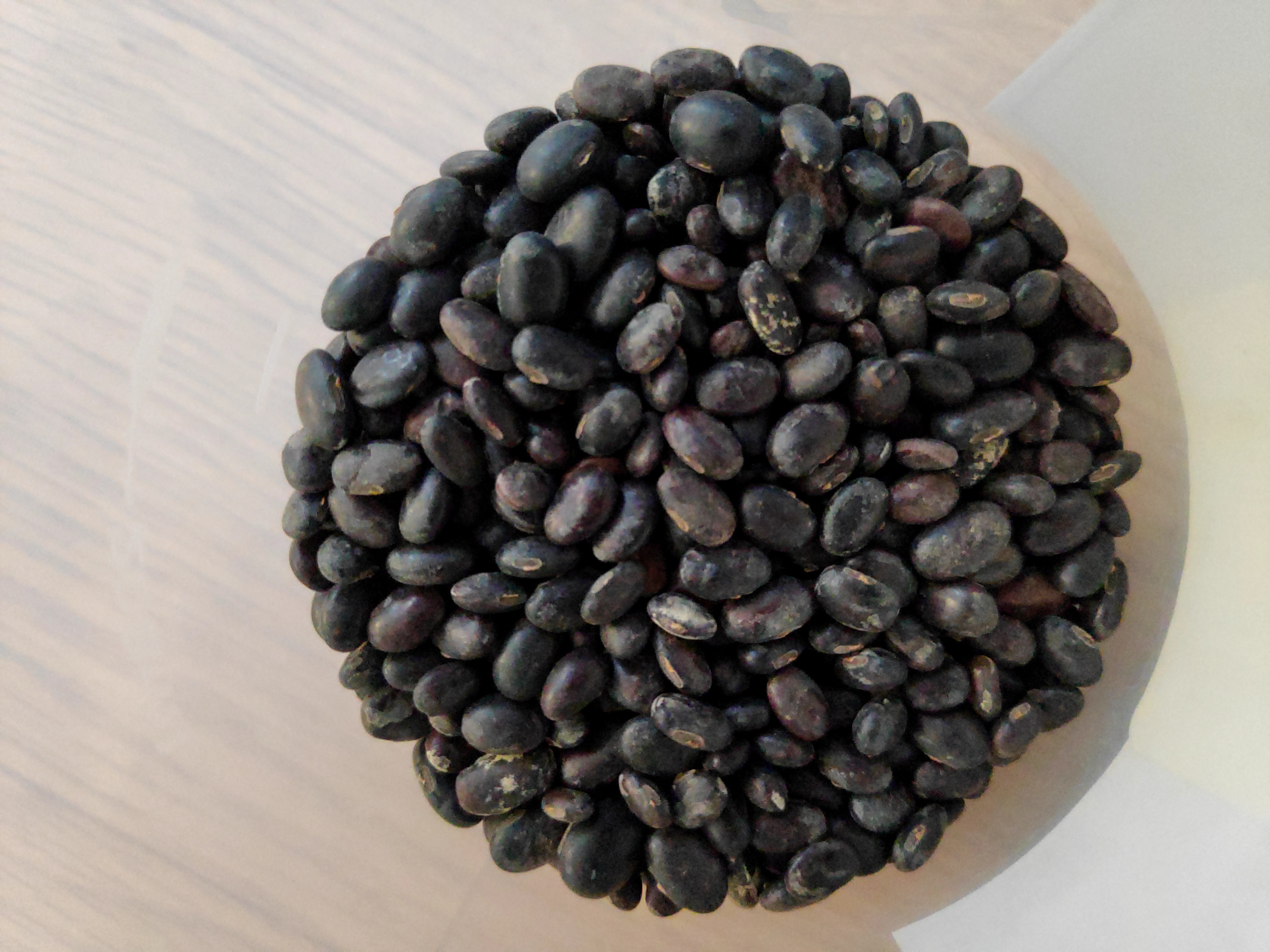
من منطقة مرتفعة في نيبال

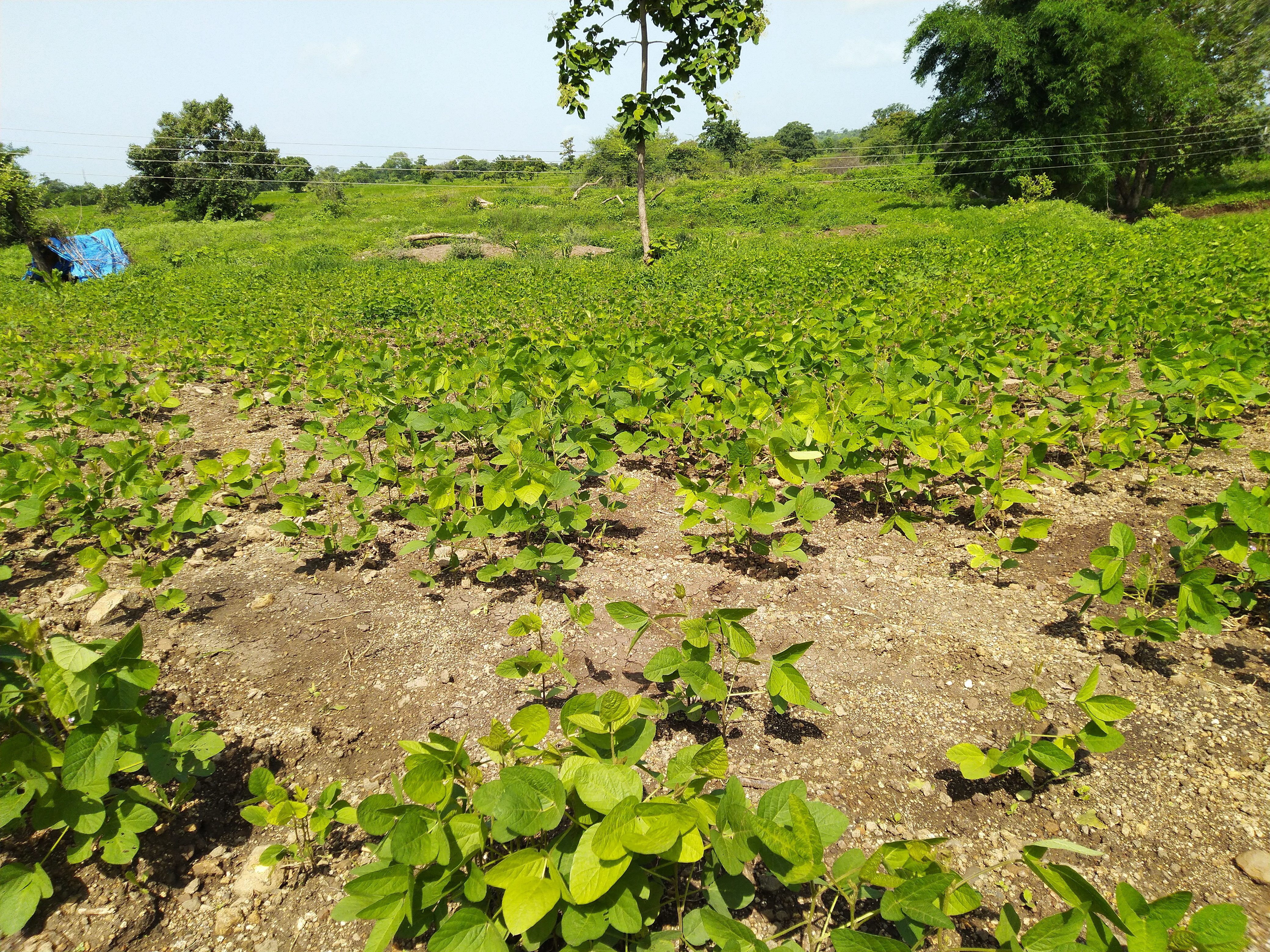
الهند

رغم أن أصول وتاريخ زراعة فول الصويا في جبال الهيمالايا الشرقية محل جدال، إلا أنه من الوارد أنه تم إدخاله من جنوب الصين، وتحديدًا من مقاطعة يونان. وبدلاً من ذلك، ربما وصل إلى هنا عن طريق التجار من إندونيسيا عبر ميانمار . يُنظر إلى شمال شرق الهند على أنه مركز صغير سلبي داخل مركز الجينات الثانوية لفول الصويا. تعتبر منطقة وسط الهند مركزًا ثالثيًا للجينات، وخاصة المنطقة التي تضم ولاية ماديا براديش، والتي تعد أيضًا أكبر منتج لفول الصويا في البلاد.

### شبه الجزيرة الإيبيرية
في عام 1603، تم تجميع ونشر قاموس اللغة اليابانية (Nippo Jisho) (بالبرتغالية: Vocabvlario da Lingoa de Iapam)، وهو قاموس ياباني-برتغالي شهير، من تأليف الكهنة اليسوعيين في ناغازاكي. ويحتوي هذا الكتاب على تعريفات قصيرة ولكن واضحة لنحو 20 كلمة مرتبطة بأطعمة الصويا، وهو الأول من نوعه في أي لغة أوروبية.
كان التجار البرتغاليون والإسبان على دراية بفول الصويا ومنتجات فول الصويا من خلال تجارتهم مع الشرق الأقصى منذ القرن السابع عشر على الأقل. ومع ذلك، لم تتم المحاولة الأولى لزراعة فول الصويا في شبه الجزيرة الأيبيرية إلا في أواخر القرن التاسع عشر. في عام 1880، تمت زراعة فول الصويا لأول مرة في البرتغال في الحدائق النباتية في كويمبرا (كريسبي 1935).
في حوالي عام 1910 في إسبانيا، أجريت المحاولات الأولى لزراعة فول الصويا على يد كونت سان برناردو، الذي زرع فول الصويا في ممتلكاته في ألميلو (في جنوب غرب إسبانيا) على بعد حوالي 48 ميلاً شرق شمال شرق إشبيلية.

### أمريكا الشمالية
تم إدخال فول الصويا لأول مرة إلى أمريكا الشمالية من الصين في عام 1765، بواسطة صامويل بوين، وهو بحار سابق في شركة الهند الشرقية والذي زار الصين مع جيمس فلينت، أول إنجليزي يُسمح له قانونيًا من قبل السلطات الصينية بتعلم اللغة الصينية. تمت زراعة أول محصول فول الصويا من "العالم الجديد" في جزيرة سكيداواي، جورجيا، في عام 1765 بواسطة هنري يونج من بذور قدمها له صمويل بوين. قام بوين بزراعة فول الصويا بالقرب من سافانا، جورجيا، ربما باستخدام أموال من فلينت، وصنع صلصة الصويا لبيعها إلى إنجلترا. على الرغم من إدخال فول الصويا إلى أمريكا الشمالية في عام 1765، إلا أنه على مدى السنوات الـ 155 التالية، تم زراعة المحصول في المقام الأول للحصول على العلف.
في عام 1831، وصل أول منتج من فول الصويا "بضع عشرات من صلصة فول الصويا الهندية" إلى كندا. من المحتمل أن زراعة فول الصويا قد تمت لأول مرة في كندا بحلول عام 1855، وبالتأكيد في عام 1895 في كلية أونتاريو الزراعية.
لم يكن الأمر كذلك حتى أظهر لافاييت مندل وتوماس بور أوزبورن أن القيمة الغذائية لبذور فول الصويا يمكن زيادتها عن طريق الطهي أو الرطوبة أو الحرارة، حيث انتقل فول الصويا من علف الحيوانات في المزرعة إلى طعام بشري.
ويعتبر ويليام مورس "أب" زراعة فول الصويا الحديثة في أمريكا. في عام 1910، بدأ هو وتشارلز بايبر في الترويج لما كان يُعتبر محصولًا فلاحيًا شرقيًا غير معروف نسبيًا في أمريكا إلى "فاصوليا ذهبية"، حيث أصبحت فول الصويا واحدة من أكبر المحاصيل الزراعية وأكثرها تغذية في أمريكا.
قبل عشرينيات القرن العشرين في الولايات المتحدة، كان يُنظر لفول الصويا على أنه محصوا علفي ومصدر للزيت والدقيق (للأعلاف) والمنتجات الصناعية، مع استخدام القليل جدًا منه كغذاء. ومع ذلك، فقد لعبت دورًا مهمًا بعد الحرب العالمية الأولى. فخلال فترة الكساد الأعظم، تمكنت المناطق التي ضربها الجفاف (عواصف الغبار) في الولايات المتحدة من استخدام فول الصويا لتجديد تربتها بسبب خصائصه المثبتة للنيتروجين. زادت المزارع من إنتاجها لتلبية متطلبات الحكومة، وأصبح هنري فورد مروجًا لفول الصويا. في عام 1931، استأجر فورد الكيميائيين روبرت بوير وفرانك كالفيرت لإنتاج الحرير الصناعي. وقد نجحوا في صنع ألياف نسيجية من ألياف بروتين الصويا المغزولة، والتي تم تقسيتها أو دباغتها في حمام الفورمالديهايد، والتي أطلق عليها اسم أزلون. ولم يصل أبدًا إلى السوق التجاري. تم استخدام زيت فول الصويا من قبل شركة فورد في طلاء السيارات، بالإضافة إلى سائل لامتصاص الصدمات.
خلال الحرب العالمية الثانية، أصبحت فول الصويا مهمة في كل من أمريكا الشمالية وأوروبا بشكل رئيسي كبديل للأطعمة البروتينية الأخرى وكمصدر للزيوت الصالحة للأكل. أثناء الحرب، تم اكتشاف فول الصويا كسماد بسبب تثبيت النيتروجين من قبل وزارة الزراعة في الولايات المتحدة.
قبل سبعينيات القرن العشرين، كان الأمريكيون الآسيويون والأدفنتست السبتيون هم المستخدمون الوحيدون للأطعمة المصنوعة من فول الصويا في الولايات المتحدة. "بدأت حركة الأطعمة الصويا في أوساط صغيرة من الثقافة المضادة، ولا سيما في بلدية تينيسي التي كانت تسمى ببساطة المزرعة، ولكن بحلول منتصف سبعينيات القرن العشرين، ساعد إحياء الأطعمة النباتية في اكتساب الزخم وحتى الوعي الشعبي من خلال كتب مثل كتاب التوفو."
على الرغم من عدم وجود فول الصويا عمليًا في عام 1900، إلا أن زراعته بحلول عام 2000 غطت أكثر من 70 مليون فدان، لتحتل المرتبة الثانية بعد الذرة، وأصبحت أكبر محصول نقدي في أمريكا.[بحاجة لمصدر] في عام 2021، تمت زراعة 87,195,000 فدان، وكانت أكبر مساحة مزروعة في ولايات إلينوي وأيوا ومينيسوتا.

### الكاريبي وجزر الهند الغربية
وصل فول الصويا إلى منطقة البحر الكاريبي على شكل صلصة الصويا التي صنعها صامويل بوين في سافانا، جورجيا، في عام 1767. لا يزال فول الصويا يمثل محصولًا صغيرًا هناك، لكن استخداماته كغذاء للإنسان تتزايد باطراد.

### منطقة البحر الأبيض المتوسط
تمت زراعة فول الصويا لأول مرة في إيطاليا في عام 1760 في الحديقة النباتية في تورينو. خلال ثمانينيات القرن الثامن عشر، تمت زراعته في ثلاث حدائق نباتية أخرى على الأقل في إيطاليا. وصل أول منتج من فول الصويا، وهو زيت الصويا، إلى الأناضول خلال عام 1909 في ظل الإمبراطورية العثمانية. حدثت أول زراعة واضحة في عام 1931. وكانت هذه أيضًا المرة الأولى التي تتم فيها زراعة فول الصويا في الشرق الأوسط. بحلول عام 1939، تمت زراعة فول الصويا في اليونان.

### أستراليا
تم اكتشاف فول الصويا البري في شمال شرق أستراليا في عام 1770 من قبل المستكشفين بانكس وسولاندر. في عام 1804، تم بيع أول منتج غذائي مصنوع من فول الصويا (صلصة فول الصويا الهندية الفاخرة) في سيدني. في عام 1879، وصلت أول شحنة من فول الصويا المستأنس إلى أستراليا، وهي هدية من وزير الداخلية الياباني.

### فرنسا
تمت زراعة فول الصويا لأول مرة في فرنسا بحلول عام 1779 (وربما في وقت مبكر من عام 1740). كان الشخصان والمنظمتان الرئيسيتان اللتان قامتا بإدخال فول الصويا إلى فرنسا هما جمعية التأقلم (بدءًا من عام 1855) ولي يو ينغ (Li Yu-ying) (بدءًا من عام 1910). قام لي بتأسيس مصنع كبير لإنتاج التوفو، حيث تم تصنيع أول أطعمة الصويا التجارية في فرنسا.

### أفريقيا
وصلت فول الصويا لأول مرة إلى أفريقيا عبر مصر في عام 1857. يتم إنتاج صويا ميمي (فول الصويا المخبوز) في قرية تسمى بامي أودومي بالقرب من منطقة هو، عاصمة منطقة فولتا في غانا، من قبل شعب الإيو في جنوب شرق غانا وجنوب توغو.

### أوروبا الوسطى
في عام 1873، أصبح البروفيسور فريدريش ج. هابرلاندت مهتمًا بفول الصويا لأول مرة عندما حصل على بذور 19 نوعًا من فول الصويا في معرض فيينا العالمي (Wiener Weltausstellung). قام بزراعة هذه البذور في فيينا، وسرعان ما بدأ في توزيعها في جميع أنحاء أوروبا الوسطى والغربية. في عام 1875، قام أولاً بزراعة فول الصويا في فيينا، ثم في أوائل عام 1876 أرسل عينات من البذور إلى سبعة متعاونين في وسط أوروبا، الذين زرعوا البذور واختبروها في ربيع عام 1876، وحصلوا على نتائج جيدة أو جيدة إلى حد ما في كل حالة. معظم المزارعين الذين حصلوا على البذور منه قاموا بزراعتها، ثم أبلغوا عن نتائجهم. بدءًا من فبراير 1876، نشر هذه النتائج أولاً في العديد من المقالات الصحفية، وأخيرًا في عمله التأليفي الضخم "فول الصويا" (Die Sojabohne) في عام 1878. في شمال أوروبا، يُعرف الترمس باسم "فول الصويا الشمالي".

### آسيا الوسطى
تمت زراعة فول الصويا لأول مرة في منطقة القوقاز في آسيا الوسطى في عام 1876، على يد الدونجان. لم تكن هذه المنطقة مهمة أبدًا لإنتاج فول الصويا.

### أمريكا الوسطى
تعود أول إشارة موثقة لفول الصويا في هذه المنطقة إلى المكسيك في عام 1877.

### أمريكا الجنوبية
وصل فول الصويا لأول مرة إلى أمريكا الجنوبية في الأرجنتين عام 1882.
أظهر أندرو ماكلونج في أوائل الخمسينيات من القرن العشرين أنه باستخدام تعديلات التربة، ستتمكن منطقة سيرادو في البرازيل من زراعة فول الصويا. في يونيو/حزيران 1973، عندما تنبأت أسواق العقود الآجلة لفول الصويا عن طريق الخطأ بنقص كبير في المعروض، فرضت إدارة نيكسون حظراً على صادرات فول الصويا. لم يستمر الأمر سوى أسبوع واحد، ولكن المشترين اليابانيين شعروا بعدم قدرتهم على الاعتماد على الإمدادات الأمريكية، وظهرت صناعة فول الصويا البرازيلية المنافسة. وقد أدى هذا إلى أن تصبح البرازيل أكبر منتج لفول الصويا في العالم في عام 2020، بإنتاج وصل 131 مليون طن.
يتميز الإنتاج الصناعي لفول الصويا في أمريكا الجنوبية بنموذج إداري فريد. فالمُلاك والمديرون هم أشخاص أثرياء يديرون المزارع عن بُعد، دون التواجد المباشر في موقع الإنتاج. وفي البرازيل، يعتمد هؤلاء المديرون بشكل كبير على التكنولوجيا والآلات المتقدمة، والممارسات الزراعية مثل الحراثة الصفرية والاستخدام المفرط للمبيدات الحشرية، والتسميد المكثف. ومن بين العوامل المساهمة في ذلك الاهتمام المتزايد من جانب المزارعين الأميركيين بمنطقة سيرادو البرازيلية في باهيا بالبرازيل في أوائل العقد الأول من القرن الحادي والعشرين. ويرجع ذلك إلى ارتفاع قيمة الأراضي الزراعية النادرة وارتفاع تكاليف الإنتاج في منطقة الغرب الأوسط بالولايات المتحدة. كانت هناك العديد من العروض الترويجية للسيرادو البرازيلية من قبل مجلات منتجي المزارع الأمريكية ومستشاري السوق الذين صوروها على أنها تمتلك أرضًا رخيصة مع ظروف إنتاج مثالية، والبنية التحتية هي الشيء الوحيد الذي كانت تفتقر إليه. كما قدمت نفس المجلات فول الصويا البرازيلي باعتباره منافسًا حتميا لفول الصويا الأمريكي. وكان هناك عامل جذب آخر للاستثمار وهو المعلومات الداخلية حول المناخ والسوق في البرازيل. قام بضع عشرات من المزارعين الأميركيين بشراء كميات متفاوتة من الأراضي من خلال مجموعة متنوعة من الوسائل بما في ذلك العثور على المستثمرين وبيع ممتلكاتهم من الأراضي. وقد اتبع العديد منهم نموذج شركة الإيثانول وشكلوا شركات ذات مسؤولية محدودة باستثمارات من المزارعين المجاورين والأصدقاء والعائلة، بينما اتجه البعض إلى شركات الاستثمار. وقد قام بعض مزارعي الصويا بتصفية أصولهم البرازيلية أو انتقلوا إلى الإدارة عن بعد من الولايات المتحدة للعودة إلى الزراعة هناك وتنفيذ ممارسات زراعية وتجارية جديدة لجعل مزارعهم في الولايات المتحدة أكثر إنتاجية. خطط آخرون لبيع أراضيهم الباهظة الثمن في باهيا لشراء أراضٍ أرخص في المناطق الحدودية في بياوي أو توكانتينز لإنشاء المزيد من مزارع فول الصويا.

## علم الوراثة
وجد لي وآخرون عام 2010، أن السلالات الصينية الأصلية تتمتع بتنوع وراثي أعلى قليلاً من السلالات المتجانسة. تم استخدام تسلسل شظايا التضخيم المحددة للموضع (SLAF-seq) بواسطة هان وآخرون، عام 2015 لدراسة التاريخ الجيني لعملية التدجين، وإجراء دراسات ارتباط على مستوى الجينوم للصفات ذات الصلة بالزراعة، وإنتاج خرائط ارتباط عالية الكثافة . تم تطوير مجموعة SNP بواسطة سونغ وآخرون عام 2013 وتم استخدامها في البحث والتربية؛ طبق نفس الفريق مجموعتهم دراسة سونغ وآخرون عام 2015 ضد مجموعة البلازما الجرثومية لفول الصويا التابعة لوزارة الزراعة الأمريكية وحصلوا على بيانات رسم الخرائط التي من المتوقع أن تنتج بيانات رسم الخرائط الارتباطية لمثل هذه السمات.
(Rpp1-R1) هو جين مقاومة لصدأ فول الصويا. يُعد (Rpp1-R1) جين مقاومة من نوع (NB-LRR) يوفر الحماية ضد مسبب مرض الصدأ. يتضمن مستخلصه البروتيني إنزيم (ULP1 protease).
كيجيان وآخرون في 2017 قدموا المصفوفة الجينية (SoySNP50K).

### التعديل الوراثي

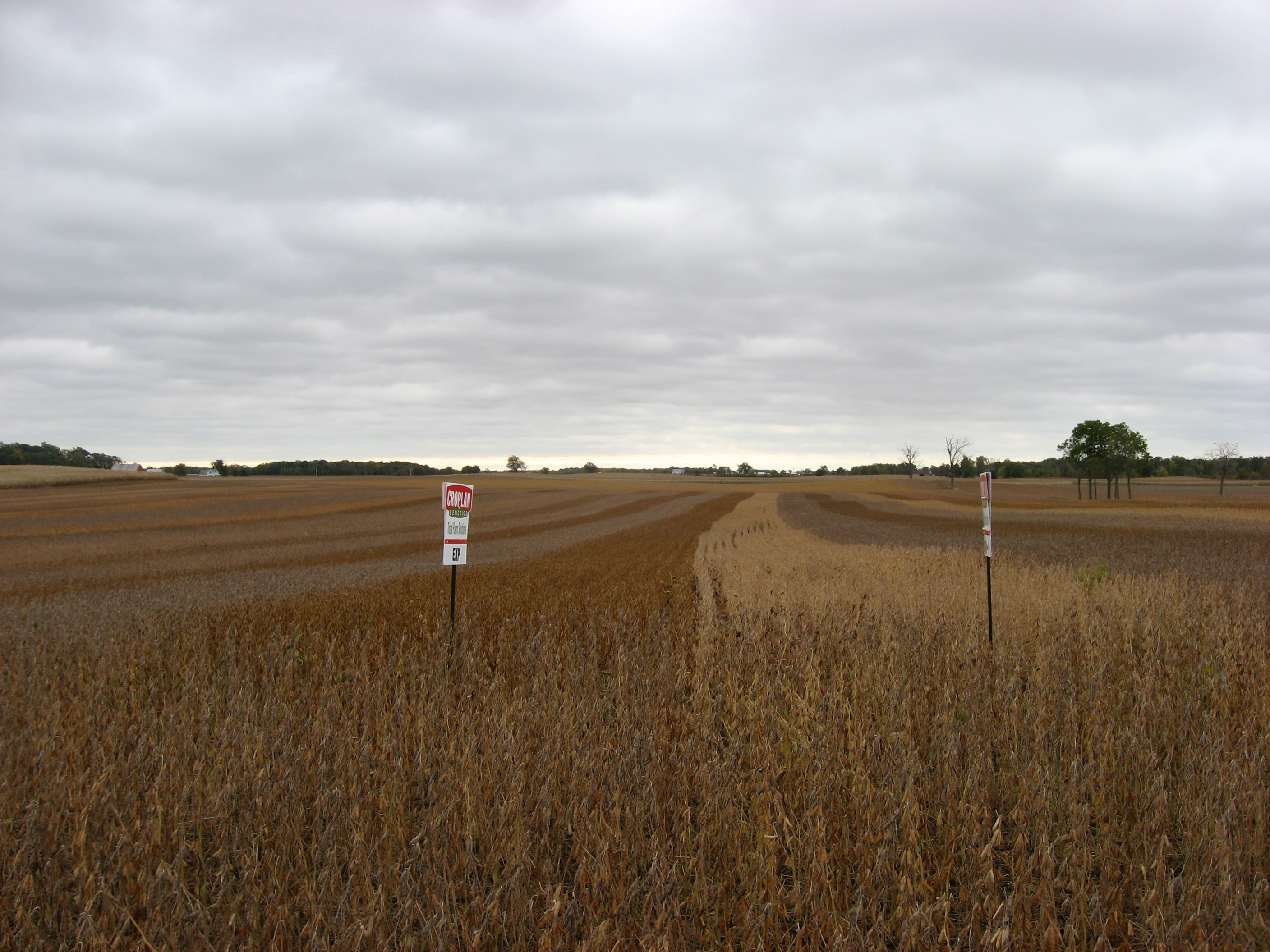
أنواع مختلفة من فول الصويا يتم زراعتها في نفس الحقل

فول الصويا هو أحد المحاصيل الغذائية "المعدلة وراثيا" والتي يتم استخدامها في عدد متزايد من المنتجات. في عام 1995، قدمت شركة مونسانتو فول الصويا المقاوم للغليفوسات والذي تم تعديله وراثيًا ليصبح مقاومًا لمبيدات الأعشاب التي تحتوي على الغليفوسات من شركة مونسانتو من خلال استبدال بكتيريا الفرعية من جنس أجرعية. (سلالة CP4) جين EPSP (حمض 5-إينولبيروفيل شيكيميك-3-فوسفات) سينثاز. النوع البديل ليس حساسًا للغليفوسات.
في عام 1997، كان حوالي 8% من إجمالي فول الصويا المزروع والموجه للسوق التجارية في الولايات المتحدة معدَّلاً وراثياً. وفي عام 2010، بلغت النسبة 93%. كما هو الحال مع المحاصيل الأخرى المقاومة للجليفوسات، هناك قلق بشأن الضرر الذي قد يلحق بالتنوع البيولوجي. خلصت دراسة أجريت عام 2003 إلى أن الجين (Roundup Ready - RR) تم تهجينه في العديد من أصناف فول الصويا المختلفة، ولم يكن هناك انخفاض كبير في التنوع الجيني، ولكن "التنوع كان محدودًا بين بعض خطوط الإنتاج النخبوية".
وقد تسبب الاستخدام واسع النطاق لهذه الأنواع من فول الصويا المعدلة وراثيا في الأمريكتين في حدوث مشاكل في الصادرات إلى بعض المناطق. تتطلب المحاصيل المعدلة وراثيا شهادات مكثفة قبل أن يتسنى استيرادها بشكل قانوني إلى الاتحاد الأوروبي، حيث يوجد تردد كبير من جانب الموردين والمستهلكين في استخدام المنتجات المعدلة وراثيا للاستخدام الاستهلاكي أو الحيواني. وقد أدت الصعوبات المتعلقة بالتعايش والآثار اللاحقة للتلوث المتبادل للمخزونات غير المعدلة وراثيًا إلى رفض الشحنات ووضع قيمة عالية على فول الصويا غير المعدل وراثيًا.
كشف تقرير صادر عن وزارة الزراعة الأمريكية عام 2006 أن اعتماد فول الصويا والذرة والقطن المعدلة وراثيا أدى إلى تقليل كمية المبيدات الحشرية المستخدمة بشكل عام، ولكنه أدى إلى زيادة كمية مبيدات الأعشاب المستخدمة في فول الصويا على وجه التحديد. وقد ارتبط استخدام فول الصويا المعدل وراثيا أيضا بزيادة عمليات الحرث المحافظ على التربة، مما أدى بشكل غير مباشر إلى الحفاظ على التربة بشكل أفضل، فضلا عن زيادة الدخل من مصادر خارج المزرعة بسبب السهولة الأكبر التي يمكن بها إدارة المحاصيل. على الرغم من أن الفوائد الإجمالية المقدرة لاعتماد فول الصويا المعدل وراثيًا في الولايات المتحدة كانت 310 مليار دولار وقد استفادت الشركات التي تبيع البذور (40%) من هذه الفوائد، تليها شركات التكنولوجيا الحيوية (28%) والمزارعون (20%). انتهت صلاحية براءة اختراع فول الصويا المقاوم للجليفوسات في عام 2014، لذا يمكننا أن نتوقع تحول الفوائد.

## الآثار السلبية

### حساسية الصويا
تعتبر حساسية الصويا أمرًا شائعًا، ويتم إدراج هذا الطعام مع الأطعمة الأخرى التي تسبب الحساسية عادةً، مثل الحليب والبيض والفول السوداني والمكسرات والمحاريات. تم الإبلاغ عن هذه المشكلة بين الأطفال الصغار، ويتم تشخيص حساسية الصويا في كثير من الأحيان على أساس الأعراض التي يبلغ عنها الآباء ونتائج اختبارات الجلد أو اختبارات الدم للحساسية. حاولت دراسات قليلة فقط تأكيد حساسية الصويا من خلال التحدي المباشر للطعام في ظل ظروف خاضعة للرقابة. من الصعب جدًا تقديم تقدير موثوق به للانتشار الحقيقي لحساسية الصويا في عموم السكان. في حالة وجودها، قد تسبب حساسية الصويا حالات من الشرى والوذمة الوعائية، عادة في غضون دقائق إلى ساعات من الابتلاع. في حالات نادرة، قد تحدث أيضًا حالة من الحساسية المفرطة الحقيقية. من المرجح أن يكون سبب التناقض هو أن بروتينات الصويا، العامل المسبب للحساسية، أقل فعالية بكثير في إثارة أعراض الحساسية من بروتينات الفول السوداني والمحار. يشير اختبار الحساسية الإيجابي إلى أن الجهاز المناعي قد شكل أجسامًا مضادة من نوع (IgE) لبروتينات الصويا. ومع ذلك، فإن هذا لا يصبح عاملاً إلا عندما تصل بروتينات الصويا إلى الدم دون أن يتم هضمها، بكميات كافية للوصول إلى حد يسبب أعراضاً فعلية.
يمكن أن يؤدي تناول فول الصويا أيضًا إلى التهيجات من خلال عدم تحمل الطعام، وهي حالة لا يمكن فيها إثبات آلية الحساسية. ويظهر أحد السيناريوهات لدى الأطفال الصغار للغاية الذين يعانون من القيء والإسهال عند إطعامهم تركيبة تعتمد على فول الصويا، والتي تختفي عند إيقاف التركيبة. يمكن أن يعاني الأطفال الأكبر سنًا من اضطراب أكثر حدة مع القيء والإسهال الذي قد يكون دمويًا وفقر الدم وفقدان الوزن والفشل في النمو. السبب الأكثر شيوعا لهذا الاضطراب غير المعتاد هو الحساسية لحليب البقر، ولكن تركيبات الصويا يمكن أن تكون أيضا هي المحفز. الآلية الدقيقة غير واضحة ويمكن أن تكون مناعية، على الرغم من أنها ليست من خلال الأجسام المضادة من نوع (IgE) التي لها الدور الرئيسي في الشرى والحساسية المفرطة. ومع ذلك، فهي أيضًا محدودة ذاتيًا وغالبًا ما تختفي في سنوات الطفولة المبكرة.
في الاتحاد الأوروبي، يعد تحديد وجود فول الصويا كمكون أو ملوث غير مقصود في الأغذية المعبأة أمرًا إلزاميًا. تنص اللائحة (EC) 1169/2011 بشأن وضع العلامات على الأغذية على 14 مادة مسببة للحساسية، بما في ذلك فول الصويا، في الأغذية المعبأة، ويجب الإشارة إليها بوضوح على الملصق كجزء من قائمة المكونات، باستخدام طباعة واضحة (مثل الخط العريض أو الأحرف الكبيرة).

### التأثير على الغدة الدرقية
أشارت إحدى المراجعات إلى أن الأطعمة التي تعتمد على فول الصويا قد تمنع امتصاص أدوية هرمون الغدة الدرقية المطلوبة لعلاج قصور الغدة الدرقية. خلصت مراجعة علمية أجرتها هيئة سلامة الأغذية الأوروبية عام 2015 إلى أن تناول الايزوفلافون من المكملات الغذائية لم يؤثر على مستويات هرمون الغدة الدرقية لدى النساء بعد انقطاع الطمث.

## الاستخدامات

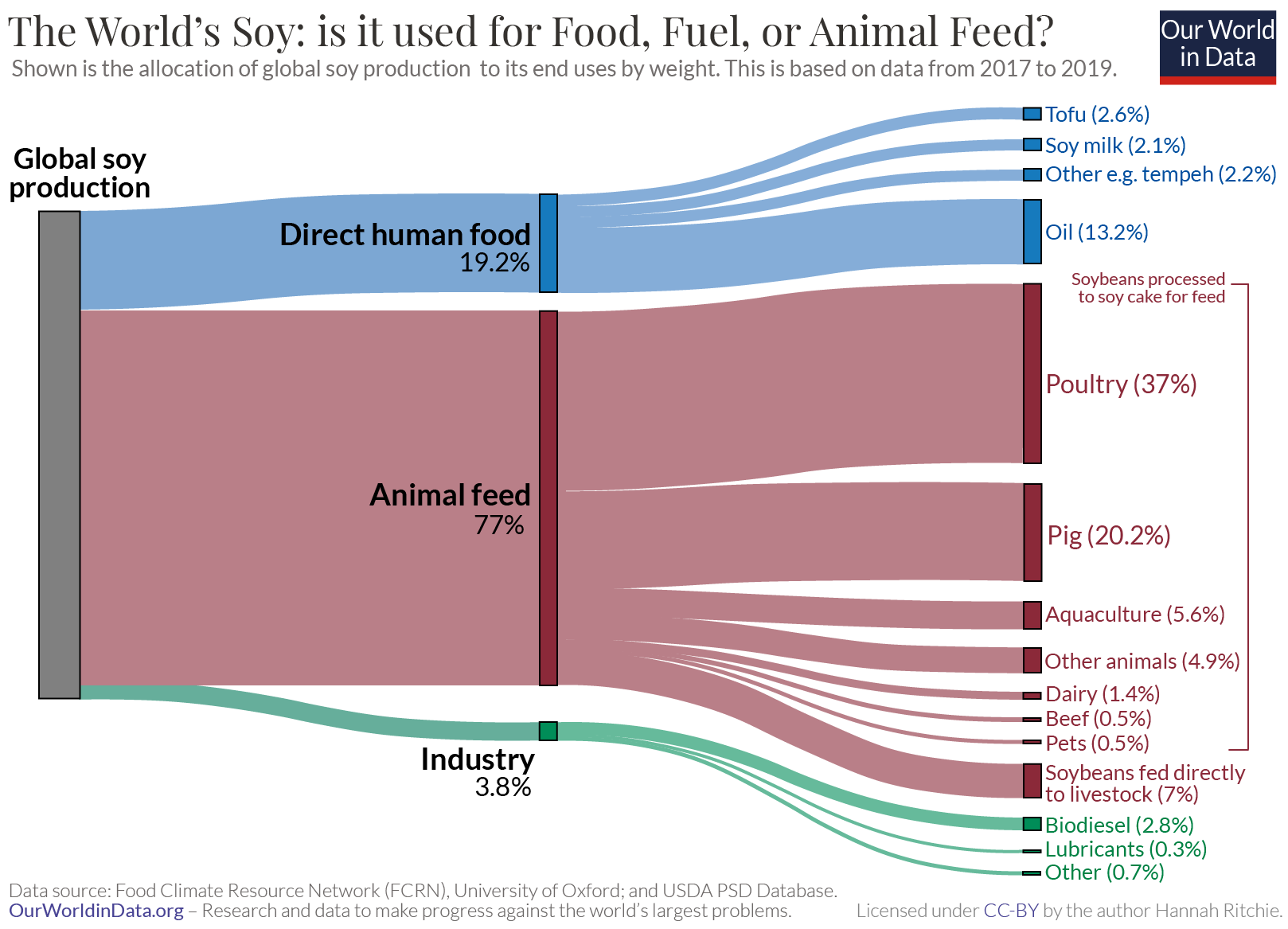
تفاصيل استهلاك فول الصويا في العالم في عام 2018

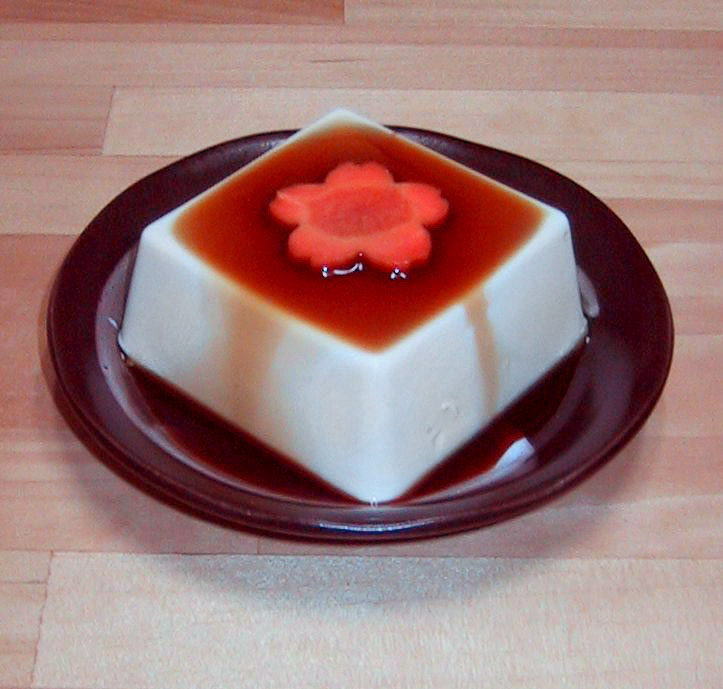
التوفو وصلصة الصويا

يحظى فول الصويا بمكانة مميزة بين البقوليات لمحتواه العالي من البروتين (38-45%) بالإضافة إلى محتواه العالي من الزيت (حوالي 20%). فول الصويا هو الصادرات الزراعية الأكثر قيمة للولايات المتحدة. يتم معالجة ما يقرب من 85% من محصول فول الصويا في العالم وتحويله إلى دقيق فول الصويا وزيت فول الصويا، ويتم معالجة الباقي بطرق أخرى أو تناوله كاملاً.
يمكن تصنيف فول الصويا على نطاق واسع على أنه من النوع "النباتي" (الحديقة) أو من النوع الحقلي (الزيتي). تُطهى أنواع الخضروات بسهولة أكبر، ولها نكهة جوزية خفيفة، وملمس أفضل، وحجمها أكبر، ومحتوى بروتين أعلى، ومحتوى زيت أقل من أنواع الحقول. يعد التوفو وحليب الصويا وصلصة الصويا من بين السلع الصالحة للأكل المصنوعة باستخدام فول الصويا. ويفضل المنتجون الأصناف ذات المحتوى العالي من البروتين والتي يتم تربيتها من فول الصويا النباتي الذي تم جلبه إلى الولايات المتحدة في أواخر ثلاثينيات القرن العشرين. لا تصلح أصناف "الحديقة" بشكل عام للحصاد الميكانيكي لأن القرون تميل إلى التحطم عند الوصول إلى مرحلة النضج.

### في الغذاء
توفر كمية مرجعية تبلغ 100 جرام من فول الصويا الخام 1,866 كيلوجول (446 كيلو سعرة) من الطاقة الغذائية وهي 9٪ ماء، و30٪ كربوهيدرات، و20٪ دهون إجمالية و36٪ بروتين.
فول الصويا هو مصدر غني بالعناصر الغذائية الأساسية، حيث يوفر في حصة 100 جرام (خام، للمرجع) محتوى عالي من القيمة اليومية (DV) خاصة للبروتين (36٪ DV)، والألياف الغذائية (37٪)، والحديد (121٪)، والمنجنيز (120٪)، والفوسفور (101٪) والعديد من فيتامينات ب، بما في ذلك حمض الفوليك (94٪) (الجدول). كما تحتوي أيضًا على نسبة عالية من فيتامين ك والمغنيسيوم والزنك والبوتاسيوم.
بالنسبة للاستهلاك البشري، يجب معالجة فول الصويا قبل الاستهلاك - إما عن طريق الطهي أو التحميص أو التخمير - لتدمير مثبطات التربسين (مثبطات السيرين البروتيناز). فول الصويا الخام، بما في ذلك الشكل الأخضر غير الناضج، سام لجميع الحيوانات أحادية المعدة.

#### البروتينات
تعتبر معظم بروتينات الصويا بروتينات تخزين مستقرة نسبيًا في الحرارة. يتيح هذا الثبات الحراري إمكانية تصنيع منتجات أغذية الصويا التي تتطلب طهيًا بدرجة حرارة عالية، مثل التوفو وحليب الصويا والبروتين النباتي المحكم (دقيق الصويا). يعتبر بروتين الصويا مطابقًا بشكل أساسي لبروتين بذور البقوليات والبقوليات الأخرى.
تُعد فول الصويا مصدرًا جيدًا للبروتين للنباتيين أو النباتيين أو للأشخاص الذين يرغبون في تقليل كمية اللحوم التي يتناولونها، وفقًا لإدارة الغذاء والدواء الأمريكية:
على الرغم من أن فول الصويا يحتوي على نسبة عالية من البروتين، إلا أنه يحتوي أيضًا على مستويات عالية من مثبطات البروتين، والتي يمكن أن تمنع الهضم. يتم تقليل مثبطات البروتيناز عن طريق طهي فول الصويا، وتوجد بمستويات منخفضة في منتجات الصويا مثل التوفو وحليب الصويا.
إن درجة هضم البروتين المصححة للأحماض الأمينية (PDCAAS) لبروتين الصويا هي المعادل الغذائي للحوم والبيض والكازين لنمو الإنسان وصحته. تبلغ القيمة البيولوجية لعزل بروتين فول الصويا 74، وفول الصويا الكامل 96، وحليب فول الصويا 91، والبيض 97.
تحتوي جميع النباتات البذرية، باستثناء عائلة الأعشاب والحبوب من فصيلة النجيلية (Poaceae)، على بروتينات تخزين كروية تشبه بروتينات الصويا، وهي 7S (فيسيلين) و11S (ليجومين)، أو تحتوي على أحد هذين البروتينين فقط. يشير الرمز S إلى وحدة سفدبيرج، وهو معامل الترسيب. يعتبر الشوفان والأرز استثناءً، حيث يحتويان أيضًا على نسبة كبيرة من البروتين المشابه لبروتين الصويا. على سبيل المثال، يحتوي الكاكاو على بروتين 7S، الذي يساهم في نكهة ورائحة الكاكاو/الشوكولاتة، بينما تحتوي حبوب البن (المطحونة) على بروتين 11S المسؤول عن نكهة ورائحة القهوة.
تنتمي بروتينات فيسيلين وليجومين إلى عائلة الكوبيين، وهي عائلة كبيرة من البروتينات المتنوعة وظيفيًا والتي لها أصل مشترك ويمكن تتبع تطورها من البكتيريا إلى حقيقيات النوى بما في ذلك الحيوانات والنباتات العليا.
تشكل ألبومينات 2S مجموعة رئيسية من بروتينات التخزين المتجانسة في العديد من أنواع ثنائيات الفلقة وفي بعض أحاديات الفلقة ولكن ليس في الأعشاب (الحبوب). تحتوي فول الصويا على بروتين تخزين 2S صغير ولكنه مهم. يتم تجميع ألبومين 2S في عائلة البرولامين. تتضمن البروتينات المسببة للحساسية الأخرى المدرجة في هذه "العائلة الفائقة" بروتينات نقل الدهون النباتية غير المحددة، ومثبطات ألفا أميليز، ومثبطات التربسين، وبروتينات تخزين البرولامين في الحبوب والأعشاب.
الفول السوداني، على سبيل المثال، يحتوي على 20% من ألبومين 2S ولكن 6% فقط من الجلوبيولين 7S و74% من الجلوبيولين 11S. إن ارتفاع نسبة الألبومين 2S وانخفاض نسبة الجلوبيولين 7S هو المسؤول عن محتوى اللايسين المنخفض نسبيًا في بروتين الفول السوداني مقارنة ببروتين الصويا.

#### الكربوهيدرات
الكربوهيدرات القابلة للذوبان الرئيسية في فول الصويا الناضج هي ثنائي السكاريد السكروز (نطاق 2.5-8.2٪)، وثلاثي السكاريد رافينوز (0.1-1.0٪) يتكون من جزيء سكروز واحد متصل بجزيء واحد من الجلاكتوز، ورباعي السكاريد ستاكيوز (1.4 إلى 4.1٪) يتكون من سكروز واحد متصل بجزيئين من الجلاكتوز.[بحاجة لمصدر] في حين أن السكريات القليلة التعدد مثل الرافينوز والستاكيوز تحمي قابلية بذور فول الصويا للبقاء من الجفاف (انظر القسم أعلاه حول الخصائص الفيزيائية)، إلا أنها ليست سكريات قابلة للهضم، وبالتالي تساهم في انتفاخ البطن وعدم الراحة في البطن لدى البشر والحيوانات أحادية المعدة الأخرى، وهي مماثلة للسكر الثنائي تريهالوز. يتم تكسير السكريات غير المهضومة في الأمعاء بواسطة الميكروبات الأصلية، مما ينتج عنه غازات مثل ثاني أكسيد الكربون والهيدروجين والميثان.
نظرًا لأن الكربوهيدرات القابلة للذوبان في الصويا توجد في مصل اللبن وتتحلل أثناء التخمير، فإن مركز الصويا، ومعزولات بروتين الصويا، والتوفو، وصلصة الصويا، وفول الصويا المنبت، لا تسبب أي نشاط غازي. ومن ناحية أخرى، قد تكون هناك بعض التأثيرات المفيدة لتناول السكريات القليلة التسكر مثل الرافينوز والستاكيوز، أي تشجيع البكتيريا البيفيدوبكتيرية الأصلية في القولون ضد البكتيريا المتعفنة.
تتكون الكربوهيدرات غير القابلة للذوبان في فول الصويا من عديدات السكاريد المعقدة السليلوز والهيميسليلوز والبكتين. يمكن تصنيف غالبية الكربوهيدرات الموجودة في فول الصويا على أنها تنتمي إلى الألياف الغذائية.

#### الدهون
تحتوي فول الصويا الخام على 20% من الدهون، بما في ذلك الدهون المشبعة (3%)، والدهون الأحادية غير المشبعة (4%)، والدهون المتعددة غير المشبعة، وخاصة حمض اللينوليك.
يحتوي زيت فول الصويا أو الجزء الدهني من البذور على أربعة فيتوستيرولات: ستيغماستيرول، وسيتوستيرول، وكامبيستيرول، وبراسيكاستيرول، والتي تمثل حوالي 2.5% من الجزء الدهني؛ والتي يمكن تحويلها إلى هرمونات ستيرويدية .[بحاجة لمصدر] بالإضافة إلى ذلك، تعد فول الصويا مصدرًا غنيًا بالسفينجوليبيدات.

#### المكونات الأخرى
يحتوي فول الصويا على مركبات الأيزوفلافون - وهي مركبات متعددة الفينول تنتجها البقوليات بما في ذلك الفول السوداني والحمص. ترتبط الايزوفلافون ارتباطًا وثيقًا بالفلافونويدات الموجودة في النباتات والخضروات والزهور الأخرى.
يحتوي فول الصويا على مادة الكوميستانات النباتية الإستروجينية، والتي توجد أيضًا في الفاصوليا والبازلاء المجففة، وأفضل المصادر هي البرسيم والبرسيم الحجازي وبراعم فول الصويا. الكومسترول، وهو مشتق من إيزوفلافون كومارين، هو الكومستان الوحيد الموجود في الأطعمة.
السابونينات، وهي فئة من المواد الخافضة للتوتر السطحي الطبيعية (الصابون)، هي ستيرولات موجودة بكميات صغيرة في العديد من الأطعمة النباتية، بما في ذلك فول الصويا والبقوليات الأخرى والحبوب، مثل الشوفان.

### مقارنة مع الأطعمة الأساسية الرئيسية الأخرى
يوضح الجدول التالي محتوى العناصر الغذائية في فول الصويا الأخضر وغيره من الأطعمة الأساسية الرئيسية، كل منها في شكلها الخام على أساس الوزن الجاف لمراعاة محتوياتها المختلفة من الماء. أما فول الصويا الخام فهو غير صالح للأكل ولا يمكن هضمه. ويجب أن يتم إنباتها أو إعدادها وطهيها للاستهلاك البشري. في شكلها المنبت والمطبوخ، فإن المحتوى الغذائي والمضاد للتغذية النسبي لكل من هذه الحبوب يختلف بشكل ملحوظ عن المحتوى الغذائي والمضاد للتغذية في الشكل الخام لهذه الحبوب المذكورة في هذا الجدول. تعتمد القيمة الغذائية لفول الصويا وكل مادة أساسية مطبوخة على المعالجة وطريقة الطهي: الغليان، القلي، التحميص، الخبز، وغيرها.
| المحصول:                            | ذرة [A] | أرز [B] | قمح [C] | بطاطا [D] | بفرة [E] | فول الصويا (خضراء) [F] | بطاطا حلوة [G] | سورغم [H] | يام [Y] | موز الجنة [Z] |
| ----------------------------------- | ------- | ------- | ------- | --------- | -------- | ---------------------- | -------------- | --------- | ------- | ------------- |
| العنصر (في كل 100غرام)              | الكمية  | الكمية  | الكمية  | الكمية    | الكمية   | الكمية                 | الكمية         | الكمية    | الكمية  | الكمية        |
| ماء (غرام)                          | 10      | 12      | 13      | 79        | 60       | 68                     | 77             | 9         | 70      | 65            |
| طاقة (كيلو جول)                     | 1528    | 1528    | 1369    | 322       | 670      | 615                    | 360            | 1419      | 494     | 511           |
| بروتين (غرام)                       | 9.4     | 7.1     | 12.6    | 2.0       | 1.4      | 13.0                   | 1.6            | 11.3      | 1.5     | 1.3           |
| دهون (غرام)                         | 4.74    | 0.66    | 1.54    | 0.09      | 0.28     | 6.8                    | 0.05           | 3.3       | 0.17    | 0.37          |
| كربوهيدرات (غرام)                   | 74      | 80      | 71      | 17        | 38       | 11                     | 20             | 75        | 28      | 32            |
| ألياف (غرام)                        | 7.3     | 1.3     | 12.2    | 2.2       | 1.8      | 4.2                    | 3              | 6.3       | 4.1     | 2.3           |
| سكر (غرام)                          | 0.64    | 0.12    | 0.41    | 0.78      | 1.7      | 0                      | 4.18           | 0         | 0.5     | 15            |
| كالسيوم (ملغرام)                    | 7       | 28      | 29      | 12        | 16       | 197                    | 30             | 28        | 17      | 3             |
| حديد(ملغرام)                        | 2.71    | 0.8     | 3.19    | 0.78      | 0.27     | 3.55                   | 0.61           | 4.4       | 0.54    | 0.6           |
| مغنيسيوم (ملغرام)                   | 127     | 25      | 126     | 23        | 21       | 65                     | 25             | 0         | 21      | 37            |
| فوسفور (ملغرام)                     | 210     | 115     | 288     | 57        | 27       | 194                    | 47             | 287       | 55      | 34            |
| بوتاسيوم (ملغرام)                   | 287     | 115     | 363     | 421       | 271      | 620                    | 337            | 350       | 816     | 499           |
| صوديوم (ملغرام)                     | 35      | 5       | 2       | 6         | 14       | 15                     | 55             | 6         | 9       | 4             |
| زنك (ملغرام)                        | 2.21    | 1.09    | 2.65    | 0.29      | 0.34     | 0.99                   | 0.3            | 0         | 0.24    | 0.14          |
| نحاس (ملغرام)                       | 0.31    | 0.22    | 0.43    | 0.11      | 0.10     | 0.13                   | 0.15           | -         | 0.18    | 0.08          |
| منغنيز (ملغرام)                     | 0.49    | 1.09    | 3.99    | 0.15      | 0.38     | 0.55                   | 0.26           | -         | 0.40    | -             |
| سيلينيوم (ميكروغرام)                | 15.5    | 15.1    | 70.7    | 0.3       | 0.7      | 1.5                    | 0.6            | 0         | 0.7     | 1.5           |
| فيتامين C (ملغرام)                  | 0       | 0       | 0       | 19.7      | 20.6     | 29                     | 2.4            | 0         | 17.1    | 18.4          |
| ثيامين (ملغرام)                     | 0.39    | 0.07    | 0.30    | 0.08      | 0.09     | 0.44                   | 0.08           | 0.24      | 0.11    | 0.05          |
| ريبوفلافين (ملغرام)                 | 0.20    | 0.05    | 0.12    | 0.03      | 0.05     | 0.18                   | 0.06           | 0.14      | 0.03    | 0.05          |
| نياسين (ملغرام)                     | 3.63    | 1.6     | 5.46    | 1.05      | 0.85     | 1.65                   | 0.56           | 2.93      | 0.55    | 0.69          |
| حمض البانتوثنيك (ملغرام)            | 0.42    | 1.01    | 0.95    | 0.30      | 0.11     | 0.15                   | 0.80           | -         | 0.31    | 0.26          |
| فيتامين B6 (ملغرام)                 | 0.62    | 0.16    | 0.3     | 0.30      | 0.09     | 0.07                   | 0.21           | -         | 0.29    | 0.30          |
| حمض الفوليك الإجمالي (ميكروغرام)    | 19      | 8       | 38      | 16        | 27       | 165                    | 11             | 0         | 23      | 22            |
| فيتامين A (وحدة دولية)              | 214     | 0       | 9       | 2         | 13       | 180                    | 14187          | 0         | 138     | 1127          |
| فيتامين E، ألفا توكوفيرول (ملغرام)  | 0.49    | 0.11    | 1.01    | 0.01      | 0.19     | 0                      | 0.26           | 0         | 0.39    | 0.14          |
| فيتامين K1 (ميكروغرام)              | 0.3     | 0.1     | 1.9     | 1.9       | 1.9      | 0                      | 1.8            | 0         | 2.6     | 0.7           |
| بيتا-كاروتين (ميكروغرام)            | 97      | 0       | 5       | 1         | 8        | 0                      | 8509           | 0         | 83      | 457           |
| لوتين+زياكسانثين (ميكروغرام)        | 1355    | 0       | 220     | 8         | 0        | 0                      | 0              | 0         | 0       | 30            |
| أحماض دهنية مشبعة (غرام)            | 0.67    | 0.18    | 0.26    | 0.03      | 0.07     | 0.79                   | 0.02           | 0.46      | 0.04    | 0.14          |
| أحماض دهنية غير مشبعة احادية (غرام) | 1.25    | 0.21    | 0.2     | 0.00      | 0.08     | 1.28                   | 0.00           | 0.99      | 0.01    | 0.03          |
| أحماض دهنية غير مشبعة متعددة (غرام) | 2.16    | 0.18    | 0.63    | 0.04      | 0.05     | 3.20                   | 0.01           | 1.37      | 0.08    | 0.07          |

| A ذرة، صفراء                |  |  |  |  |  |  |  |  | B أرز، أبيض، طويل الحبة،عادي، خام، غير مدعم |
| C قمح، شتوي أحمر صلب        |  |  |  |  |  |  |  |  | D بطاطا، كاملة بالقشور، خام                 |
| E بفرة، خام                 |  |  |  |  |  |  |  |  | F فول الصويا، خضراء، خام                    |
| G بطاطا حلوة، خام، غير معدة |  |  |  |  |  |  |  |  | H سورغم، خام                                |
| Y يام، خام                  |  |  |  |  |  |  |  |  | Z موز الجنة، خام                            |

### زيت فول الصويا
| الدولة           | 1984       | 2014       |
| ---------------- | ---------- | ---------- |
| الصين            | 791 900    | 12 114 300 |
| الولايات المتحدة | 4 932 000  | 9 706 000  |
| البرازيل         | 2 333 700  | 7 443 000  |
| الأرجنتين        | 557 187    | 7 096 400  |
| الاتحاد الأوروبي | 2 311 361  | 2 449 031  |
| فرنسا            | 111 000    | 108 100    |
| العالم           | 13 228 148 | 45 704 551 |

تحتوي بذور فول الصويا على 18-19% من الزيت. لاستخراج زيت فول الصويا من البذور، يتم تكسير فول الصويا، وتعديل نسبة الرطوبة فيه، وتقطيعه إلى رقائق، واستخراجه بالمذيبات باستخدام الهكسان التجاري. يتم بعد ذلك تنقية الزيت وخلطه لاستخدامات مختلفة، وأحيانًا تتم هدرجته. يتم تصدير زيوت فول الصويا، سواء السائلة أو المهدرجة جزئيًا، إلى الخارج، وبيعها على أنها "زيت نباتي"، أو تنتهي في مجموعة واسعة من الأطعمة المصنعة.

### وجبة فول الصويا
وجبة فول الصويا هي المادة المتبقية بعد استخلاص الزيت بالمذيبات من رقائق فول الصويا، مع احتوائه على بروتين الصويا بنسبة 50٪. يتم تحميص الوجبة (وهي تسمية خاطئة لأن المعالجة الحرارية تتم بالبخار الرطب) وطحنها في مطحنة المطرقة . يتم استخدام سبعة وتسعين بالمائة من إنتاج دقيق فول الصويا على مستوى العالم كعلف للماشية. تُستخدم وجبة فول الصويا أيضًا في بعض أغذية الكلاب.

### علف الماشية
أحد الاستخدامات الرئيسية لفول الصويا على مستوى العالم هو استخدامه كعلف للماشية، وبشكل أساسي في شكل وجبة فول الصويا. على سبيل المثال، في الاتحاد الأوروبي، على الرغم من أنها لا تشكل معظم وزن علف الماشية، فإن دقيق فول الصويا يوفر حوالي 60% من البروتين المقدم للماشية. في الولايات المتحدة، يتم استخدام 70 بالمائة من إنتاج فول الصويا لتغذية الحيوانات، حيث تعد الدواجن القطاع الحيواني الأول في استهلاك فول الصويا. تحتوي الأعشاب الربيعية على نسبة عالية من أحماض أوميجا 3 الدهنية، في حين تحتوي فول الصويا بشكل أساسي على نسبة عالية من أحماض أوميجا 6. يمكن أيضًا تغذية قشور فول الصويا، التي تتكون بشكل أساسي من الأغلفة الخارجية للفول التي يتم إزالتها قبل استخراج الزيت، للماشية وبذور فول الصويا الكاملة بعد المعالجة.

### غذاء للبشر

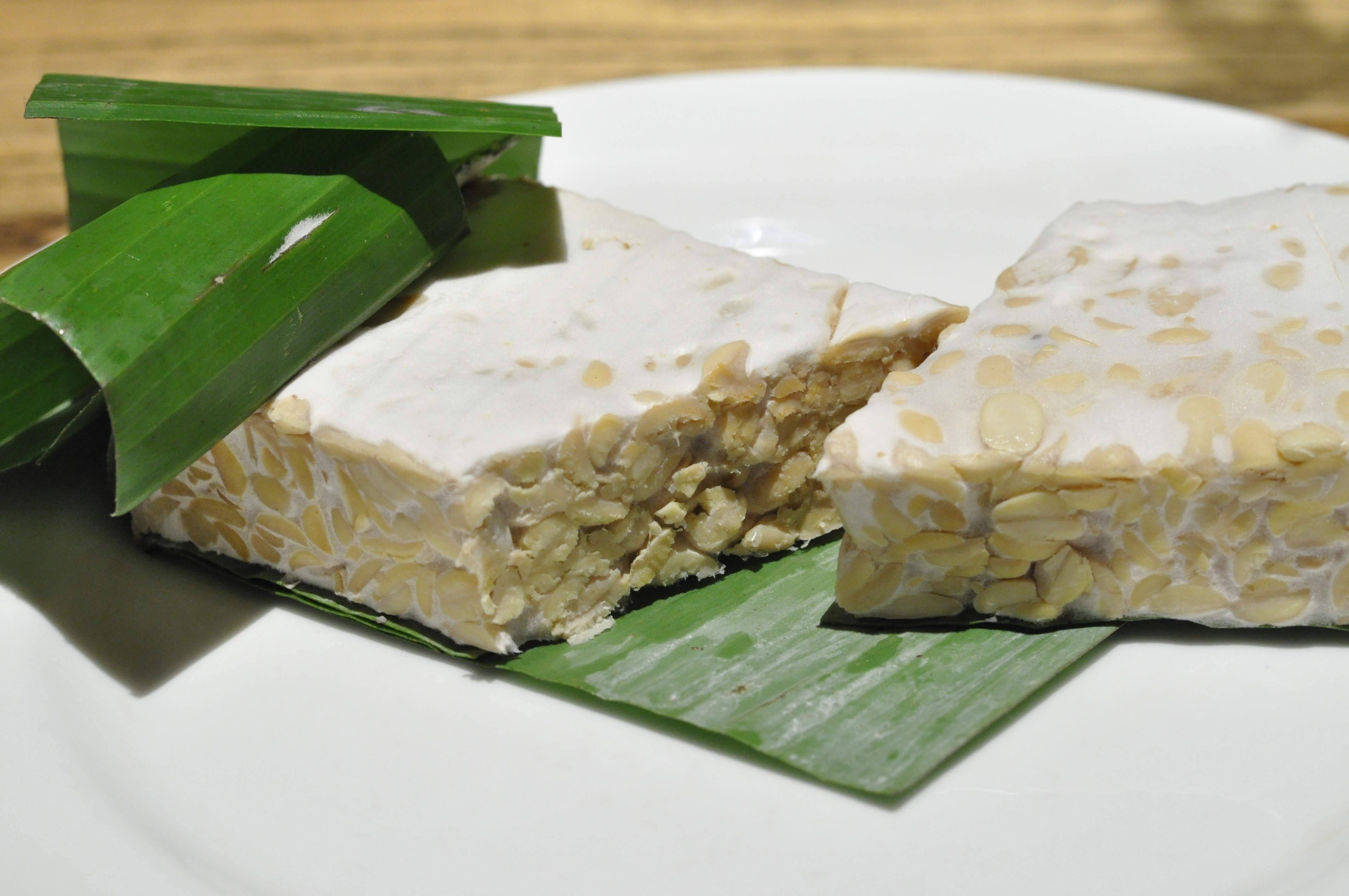
تمبة

بالإضافة إلى استخدامها في تغذية الماشية، تُستخدم منتجات فول الصويا على نطاق واسع للاستهلاك البشري. تشمل منتجات فول الصويا الشائعة صلصة الصويا وحليب الصويا والتوفو ووجبة الصويا ودقيق الصويا والبروتين النباتي المحكم وتجعيدات الصويا والتيمبيه وليسيثين الصويا وزيت فول الصويا . يمكن أيضًا تناول فول الصويا مع الحد الأدنى من المعالجة، على سبيل المثال، في الطعام الياباني إيدومامي (枝豆, edamame)، حيث يتم غلي فول الصويا غير الناضج بالكامل في قرونه وتقديمه مع الملح.

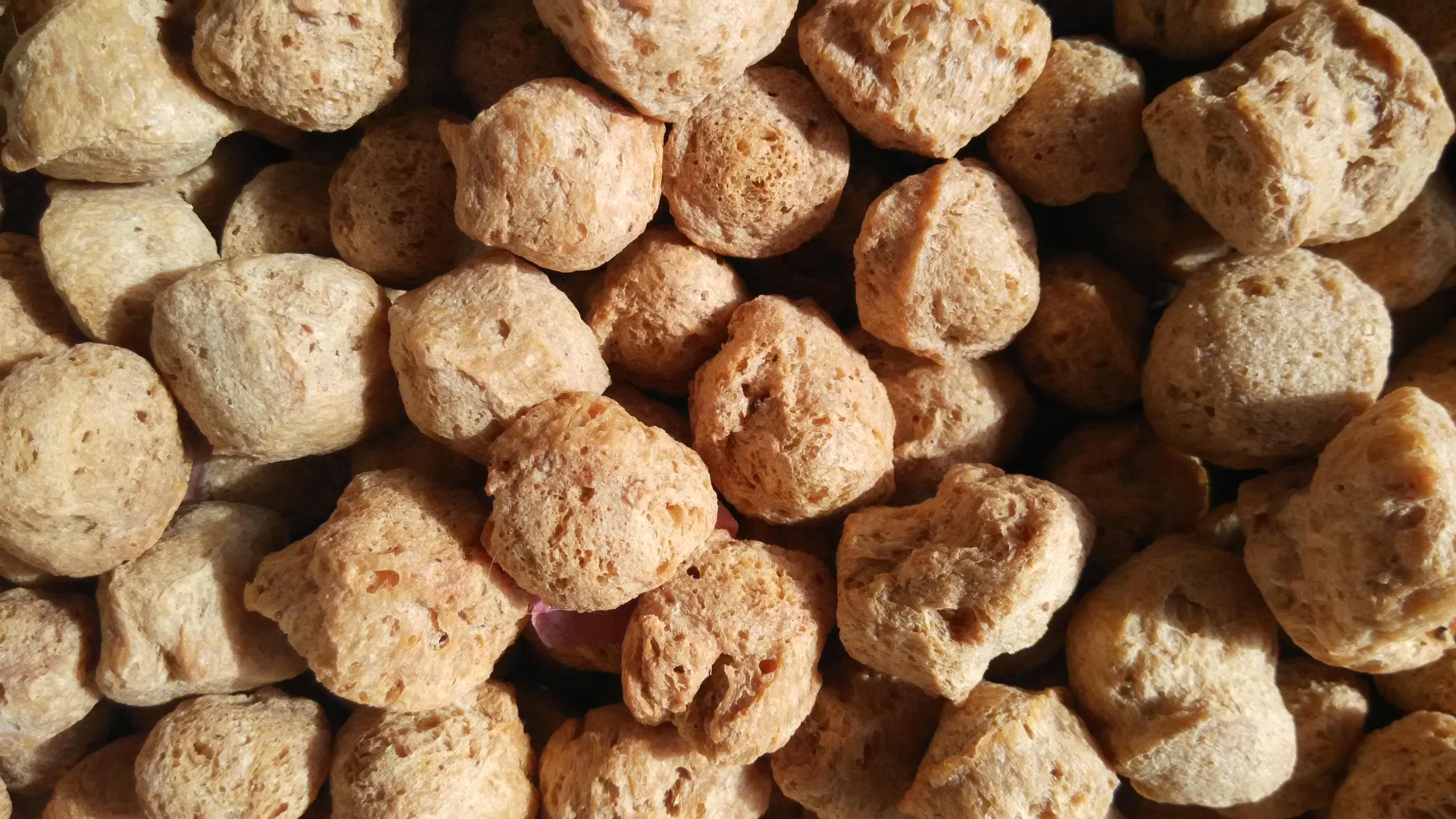
قطع الصويا

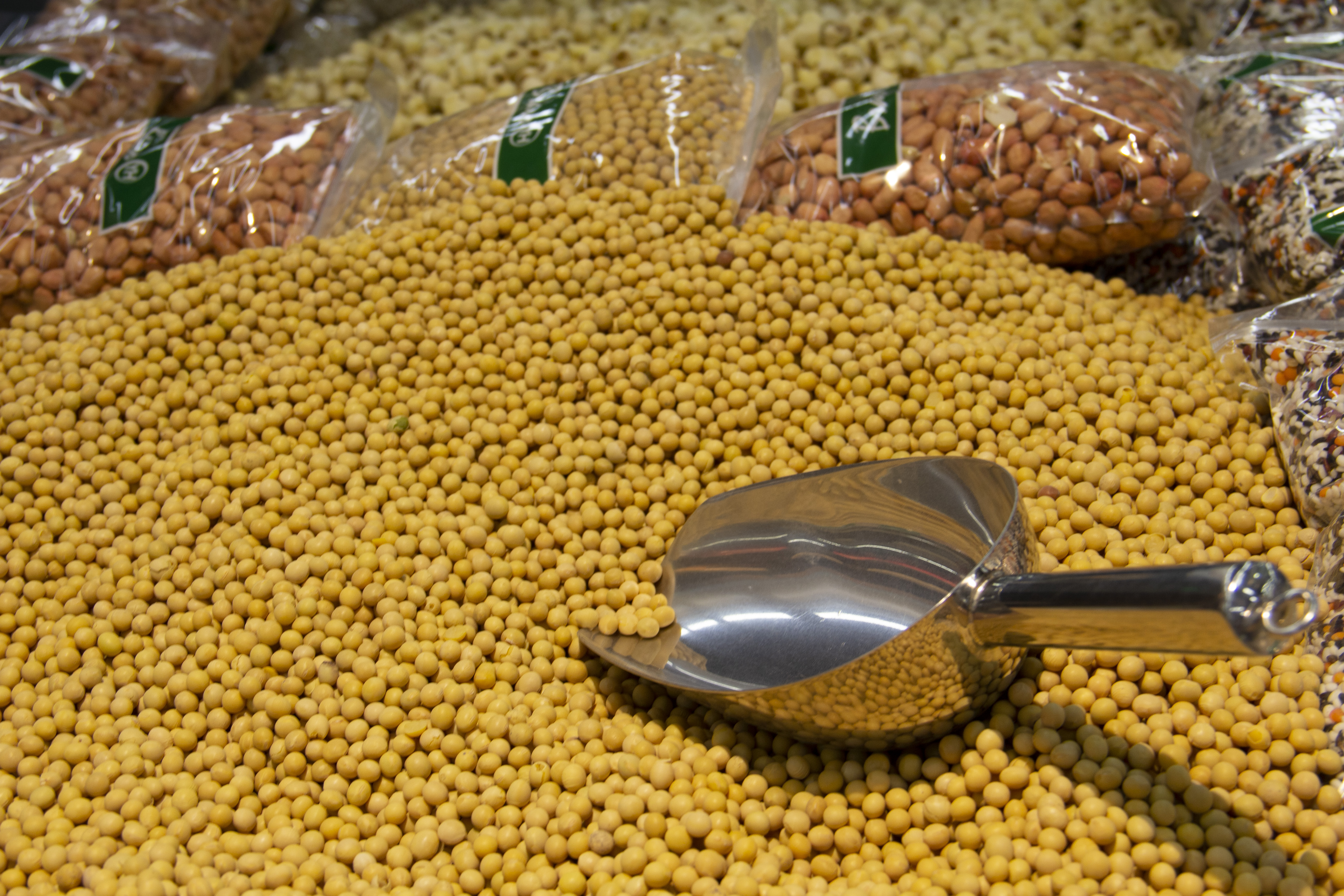
فاصوليا للبيع في سوبر ماركت في الصين

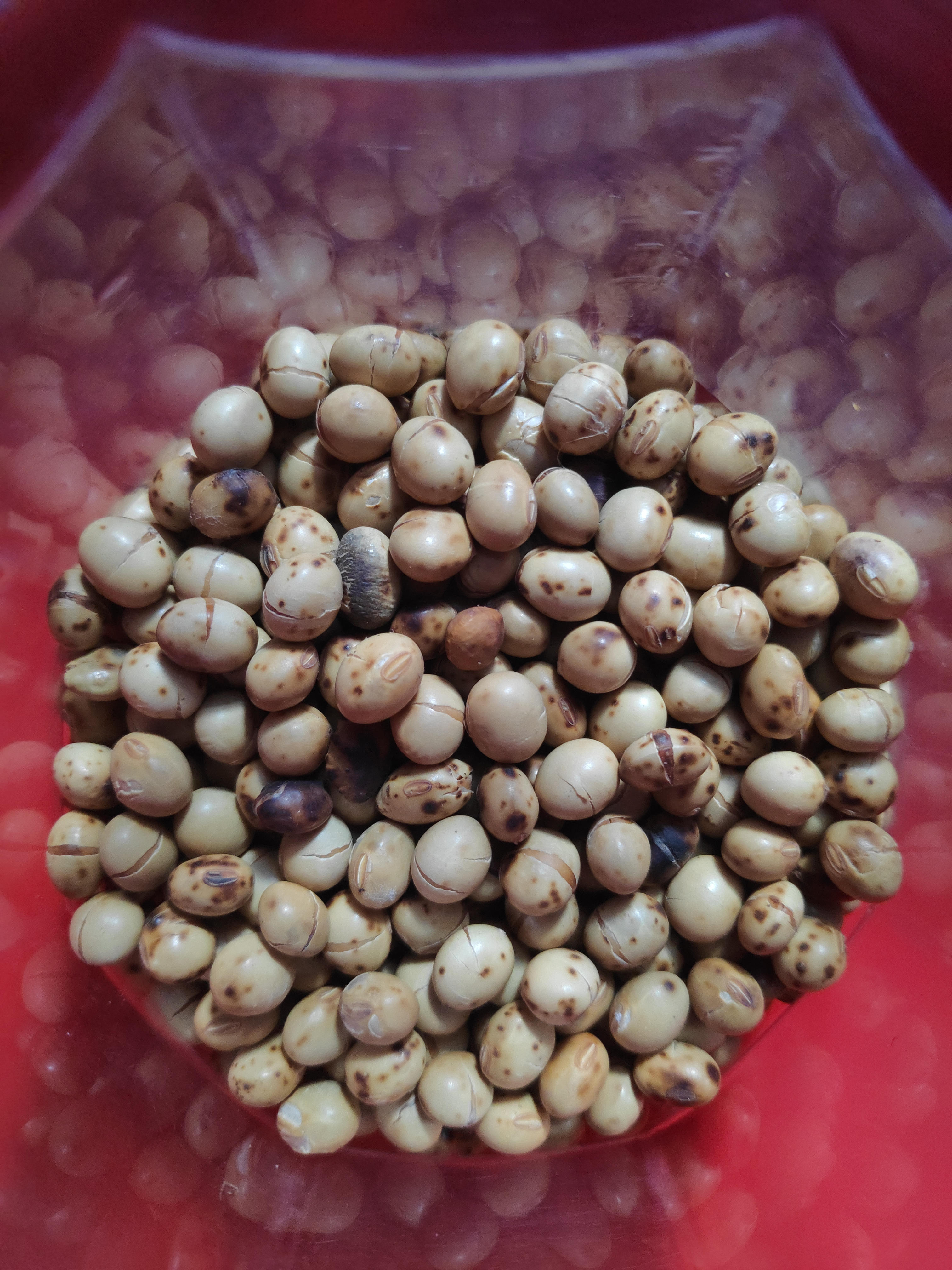
بهاتماس – فول الصويا المقلي على الطريقة النيبالية

تعتبر منتجات الصويا جزءًا أساسيًا من النظام الغذائي في الصين، اليابان، فيتنام، وكوريا.
في الصين، يعود أصل التوفو وصلصة الصويا ومعاجين الصويا المختلفة إلى الصين. تُباع حبوب الصويا المجففة في الأسواق وتستخدم في الطهي، غالبًا بعد نقعها في الماء، لتحضير الحساء أو أطباق مالحة.
في اليابان: تشمل الأطعمة المصنوعة من الصويا الميسو (味噌)، ناتو (納豆) كيناكو (黄粉)، والإدامامي (枝豆)، بالإضافة إلى منتجات التوفو مثل أتسواج وأبورااج.
في كوريا: تُستخدم براعم الصويا (كونغنامول) في أطباق متنوعة، وتُعد الصويا المكون الرئيسي في الدوينجانغ، تشونغوكجانغ، وجانجانغ.
في فيتنام: تُستخدم الصويا في صنع معجون الصويا (تُعرف بـ "tương") كإضافة لأطباق الفو والغوي كون، إلى جانب منتجات مثل التوفو، صلصة الصويا، حليب الصويا، وحساء التوفو الحلو (đậu hũ nước đường).

#### دقيق الصويا
يشير دقيق الصويا إلى فول الصويا المطحون ناعماً بما يكفي للمرور عبر شاشة بحجم 100 شبكة أو أصغر حيث تم توخي عناية خاصة أثناء إزالة المذيبات (وليس التحميص) لتقليل تحلل البروتين للاحتفاظ بمؤشر تشتت البروتين العالي، لاستخدامات مثل بثق البروتين النباتي المحكم في الطعام. إنها المادة الأولية لإنتاج مركزات الصويا وعزل البروتين.
يمكن أيضًا صنع دقيق الصويا عن طريق تحميص فول الصويا، وإزالة القشرة (القشرة)، وطحنه إلى دقيق. يتم تصنيع دقيق الصويا بمستويات مختلفة من الدهون. وبدلاً من ذلك، يغفل دقيق الصويا الخام خطوة التحميص.
- يتم الحصول على دقيق الصويا منزوع الدهن من رقائق مستخرجة بالمذيبات ويحتوي على أقل من 1٪ زيت.[152]
- "يُصنع دقيق الصويا الطبيعي أو كامل الدسم من حبوب غير مستخرجة ومقشرة ويحتوي على حوالي 18% إلى 20% من الزيت."[152] ويتطلب محتواه العالي من الزيت استخدام مطحنة ألباين للطحن الدقيق[ملاحظة 7] المتخصصة في الطحن بدلاً من مطحنة المطرقة المعتادة. يحتوي دقيق الصويا كامل الدسم على تركيز بروتين أقل من الدقيق منزوع الدسم. يمكن لدقيق الصويا كامل الدسم المبثوق، المطحون في مطحنة جبال الألب، أن يحل محل البيض أو يزيد من فعاليته في الخبز والطهي.[153][154] دقيق الصويا كامل الدسم هو أحد مكونات وصفة خبز كورنيل الشهيرة.[155][156][157]
- يتم تصنيع دقيق الصويا قليل الدسم عن طريق إضافة بعض الزيت إلى دقيق الصويا منزوع الدسم. تتراوح مستويات الدهون من 4.5% إلى 9%.[152]
- يمكن أيضًا إنتاج دقيق الصويا عالي الدهون عن طريق إضافة زيت فول الصويا إلى الدقيق منزوع الدسم، عادةً بنسبة 15%.[158]

يمكن إضافة ليسيثين الصويا (حتى 15%) إلى دقيق الصويا لصنع دقيق ليسيثين الصويا. يزيد من قابلية التشتت ويعطيها خصائص الاستحلاب.
يحتوي دقيق الصويا على 50% بروتين و5% ألياف. ويحتوي على مستويات أعلى من البروتين والثيامين والريبوفلافين والفوسفور والكالسيوم والحديد من دقيق القمح. لا يحتوي على الجلوتين. ونتيجة لذلك، فإن الخبز الذي تنتجه الخميرة باستخدام دقيق الصويا يكون كثيف الملمس. من بين العديد من الاستخدامات، يساعد دقيق الصويا على تكثيف الصلصات، ويمنع التلف في الأطعمة المخبوزة، ويقلل من امتصاص الزيت أثناء القلي. إن خبز الطعام باستخدام دقيق الصويا يمنحه طراوة ورطوبة ولونًا غنيًا وملمسًا ناعمًا.
تتشابه حبوب الصويا مع دقيق الصويا، غير أن فول الصويا يتم تحميصه وتقطيعه إلى قطع خشنة.
كيناكو هو دقيق الصويا المستخدم في المطبخ الياباني.

#### تركيبة حليب الأطفال المصنوعة من فول الصويا
يتم إعطاء تركيبة حليب الأطفال المصنوعة من فول الصويا في بعض الأحيان للرضع الذين لا يرضعون رضاعة طبيعية تمامًا؛ ويمكن أن تكون مفيدة للرضع الذين يعانون من حساسية تجاه بروتينات حليب البقر المبستر أو الذين يتناولون نظامًا غذائيًا نباتيًا. يتم بيعه على شكل مسحوق، وجاهز للتغذية، وسائل مركّز.

أعربت بعض المراجعات عن الرأي القائل بأن هناك حاجة إلى مزيد من البحث لتحديد التأثير الذي قد تحدثه فيتويستروجينات الموجودة في فول الصويا على الأطفال. وخلصت دراسات مختلفة إلى عدم وجود آثار ضارة على نمو الإنسان أو تطوره أو تكاثره نتيجة استهلاك تركيبة حليب الأطفال التي تعتمد على فول الصويا. وخلصت إحدى هذه الدراسات، التي نشرت في مجلة التغذية، إلى ما يلي:
... لا توجد مخاوف سريرية فيما يتعلق بالكفاية الغذائية، أو التطور الجنسي، أو التطور السلوكي العصبي، أو التطور المناعي، أو مرض الغدة الدرقية. يوفر حليب الأطفال المصنوع من فول الصويا تغذية كاملة تدعم بشكل كافٍ النمو والتطور الطبيعي للرضع. لقد وافقت إدارة الغذاء والدواء الأمريكية على حليب الأطفال المصنوع من فول الصويا باعتبارها آمنة للاستخدام كمصدر وحيد للتغذية.

#### البدائل ومكملات اللحوم والألبان

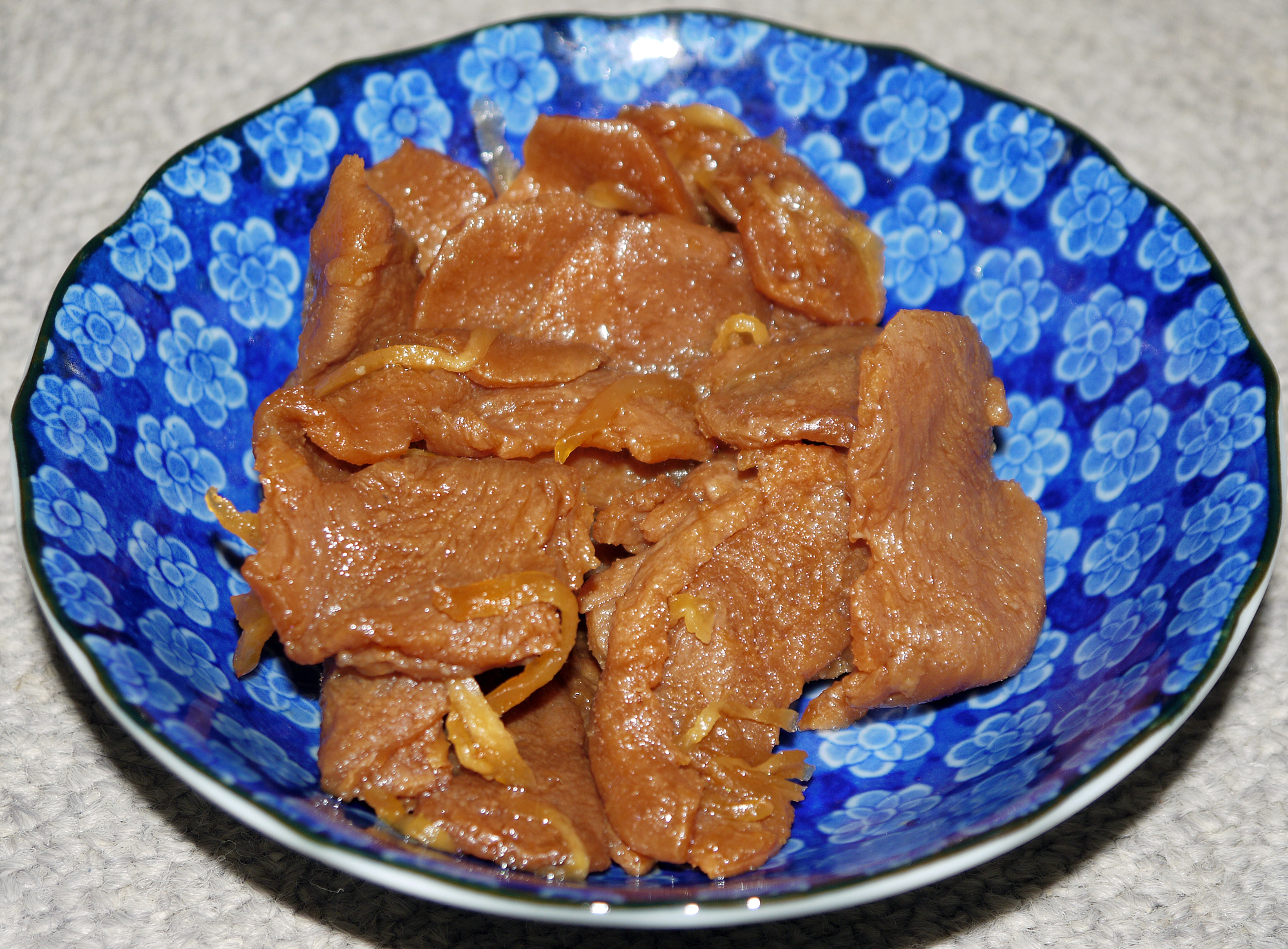
لحم فول الصويا الياباني

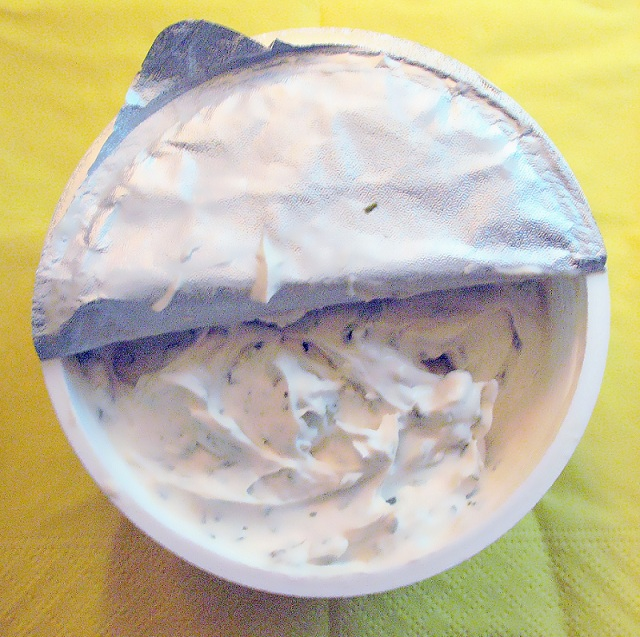
الجبن الكريمي مع الثوم المعمر

يمكن معالجة فول الصويا لإنتاج ملمس ومظهر مماثل للعديد من الأطعمة الأخرى. على سبيل المثال، فول الصويا هو المكون الأساسي في العديد من بدائل منتجات الألبان (على سبيل المثال، حليب الصويا والسمن وآيس كريم الصويا، وزبادي الصويا، وجبن الصويا، وجبن الصويا الكريمي) وبدائل اللحوم (على سبيل المثال، البرجر النباتي ). تتوفر هذه البدائل بسهولة في معظم محلات السوبر ماركت. لا يحتوي حليب الصويا بشكل طبيعي على كميات كبيرة من الكالسيوم القابل للهضم. ويبيع العديد من مصنعي حليب الصويا أيضًا منتجات غنية بالكالسيوم.
تُستخدم منتجات الصويا أيضًا كبديل منخفض التكلفة لمنتجات اللحوم والدواجن. وتستخدم خدمات الأغذية وتجارة التجزئة والمؤسسات (خاصة مطاعم الغداء في المدارس والمؤسسات الإصلاحية) مثل هذه المنتجات "الممتدة" بشكل منتظم. قد يؤدي التمديد إلى تقليل النكهة، ولكن يتم تقليل الدهون والكوليسترول. يمكن استخدام تدعيم الفيتامينات والمعادن لجعل منتجات الصويا معادلة من الناحية الغذائية للبروتين الحيواني؛ حيث أن جودة البروتين متكافئة بالفعل تقريبًا. تم استخدام البروتين النباتي المحبب الذي يعتمد على فول الصويا كبديل للحوم لأكثر من 50 عامًا. سنوات كطريقة غير مكلفة لتوسيع نطاق لحم البقر المفروم دون تقليل قيمته الغذائية.

#### زبدة فول الصويا
يتم استخدام فول الصويا لصنع منتج يسمى زبدة فول الصويا والتي تشبه في الملمس زبدة الفول السوداني.

#### فول الصويا المُحلى
تحظى الفاصوليا المسلوقة الحلوة بشعبية كبيرة في اليابان وكوريا. تُسمى الفاصوليا المسلوقة الحلوة في اليابان "دايزو نو نيمامي" (دايزو نو نيمامي: 大豆の煮豆). بينما تُعرف في كوريا باسم "كونغجوريم" (كونغجوريم: 콩조림). تُستخدم هذه الفاصوليا الحلوة حتى في الخبز المحلى، خاصةً في نوع يُعرف بـ "ماميه بان" (ماميه بان: Mame Pan).
فول الصويا المسلوق والمعجون، ويسمى زوندا (ずんだ)، يستخدم كأحد معاجين الفاصوليا الحلوة في الحلويات اليابانية.

#### بديل للقهوة
يمكن أن يكون فول الصويا المحمص والمطحون بديلاً خاليًا من الكافيين للقهوة. بعد تحميص فول الصويا وطحنه، يصبح شكله مشابهًا لحبوب القهوة العادية أو يمكن استخدامه كمسحوق مشابه للقهوة الفورية، مع رائحة ونكهة فول الصويا المحمص.

### منتجات أخرى

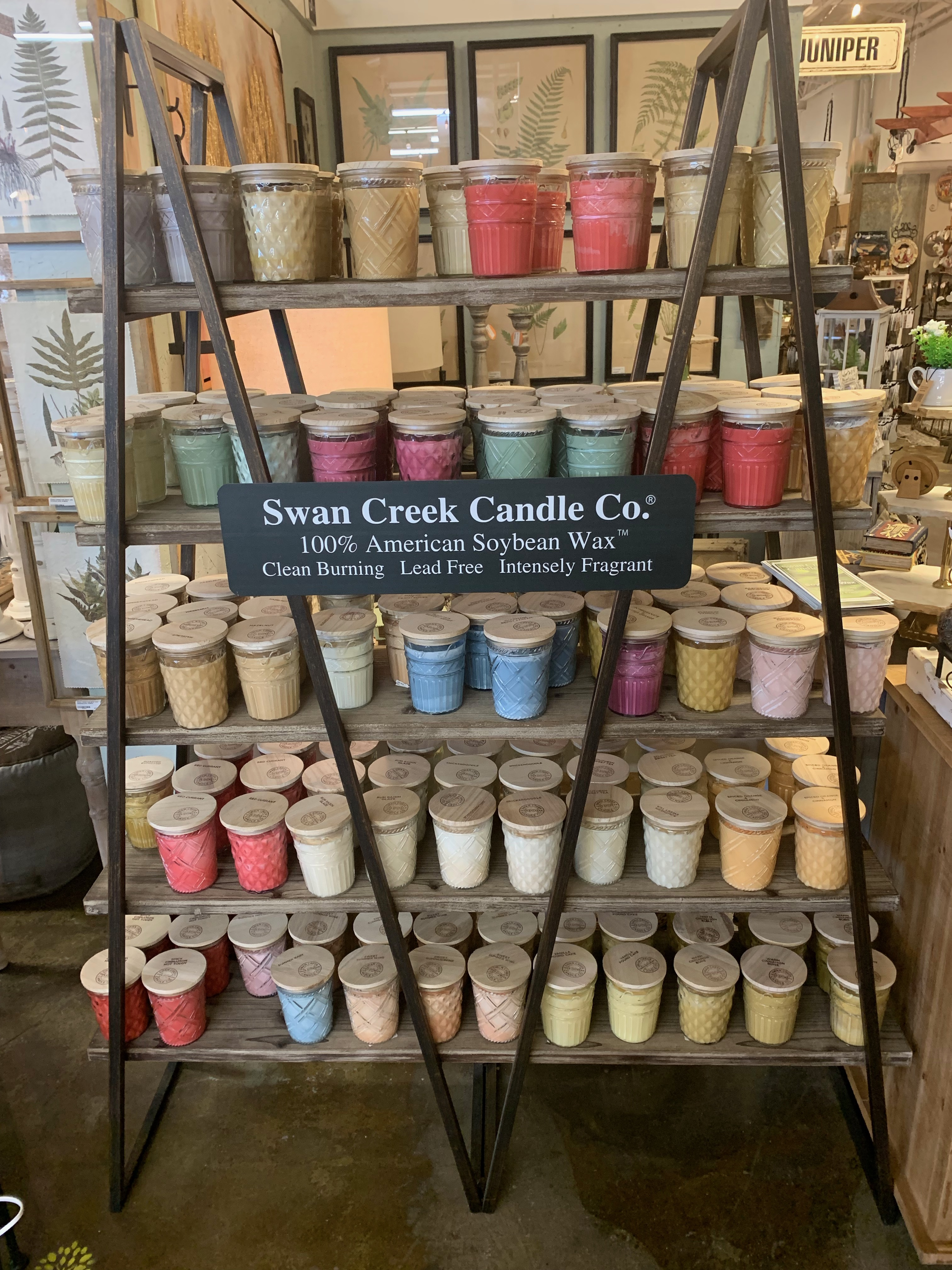
تكساس

يتم استخدام فول الصويا ذو القشور السوداء في الفاصوليا السوداء المخمرة في الصين، الدوشي، ولا ينبغي الخلط بينه وبين الفاصوليا السوداء السلحفاة.
يُستخدم فول الصويا أيضًا في المنتجات الصناعية، بما في ذلك الزيوت، والصابون، ومستحضرات التجميل، والراتنجات، والبلاستيك، والحبر، والأقلام الملونة، والمذيبات، والملابس. يعد زيت فول الصويا المصدر الأساسي للديزل الحيوي في الولايات المتحدة، حيث يمثل 80% من إنتاج الديزل الحيوي المحلي. كما تم استخدام فول الصويا منذ عام 2001 كمخزون تخمير في تصنيع علامة تجارية من الفودكا. في عام 1936، طورت شركة فورد للسيارات طريقة يتم فيها لف فول الصويا والألياف معًا لإنتاج حساء تم ضغطه بعد ذلك في أجزاء مختلفة لسياراتهم، من غطاء الموزع إلى مقابض لوحة القيادة. وأفاد فورد أيضًا في بيانات العلاقات العامة أنه في عام 1935 كان هناك أكثر من خمسة ملايين فدان (20 ألف هكتار) من الأراضي الزراعية. كم 2) كانت مخصصة لزراعة فول الصويا في الولايات المتحدة.

### تقليل خطر الإصابة بالسرطان
وفقًا للجمعية الأمريكية للسرطان، "هناك أدلة متزايدة على أن تناول الأطعمة التقليدية المصنوعة من الصويا مثل التوفو قد يقلل من خطر الإصابة بسرطان الثدي أو البروستاتا أو بطانة الرحم، وهناك بعض الأدلة على أنه قد يقلل من خطر الإصابة ببعض أنواع السرطان الأخرى." لا يوجد بحث كافٍ للإشارة إلى ما إذا كان تناول المكملات الغذائية المصنوعة من الصويا (على سبيل المثال، على شكل حبوب أو كبسولات) له أي تأثير على الصحة أو خطر الإصابة بالسرطان.
اعتبارًا من عام 2018، أثبتت الأبحاث السريرية الصارمة حول النظام الغذائي لدى الأشخاص المصابين بالسرطان أنها غير حاسمة.
على الرغم من أن أبحاثًا كبيرة قد بحثت في إمكانية استهلاك فول الصويا لتقليل خطر الإصابة بسرطان الثدي لدى النساء، إلا أنه حتى عام 2016 لا يوجد دليل كافٍ للوصول إلى استنتاج حول العلاقة بين استهلاك فول الصويا وأي آثار على سرطان الثدي. ذكرت دراسة تحليلية أجريت عام 2011: "تشير دراستنا إلى أن تناول الأيزوفلافون الصويا يرتبط بانخفاض كبير في خطر الإصابة بسرطان الثدي في السكان الآسيويين، ولكن ليس في السكان الغربيين."

#### سرطان الجهاز الهضمي والقولون والمستقيم
تشير التجارب السريرية الأولية التي أجريت على الأشخاص المصابين بسرطان القولون والمستقيم أو الجهاز الهضمي إلى أن الأيزوفلافون الصويا قد يكون له تأثير وقائي طفيف ضد مثل هذه السرطانات.

#### سرطان البروستات
خلصت مراجعة أجريت عام 2016 إلى أن "الأدلة الحالية من الدراسات الرصدية والتجارب السريرية الصغيرة ليست قوية بما يكفي لفهم ما إذا كانت مكملات بروتين الصويا أو الأيزوفلافون قد تساعد في منع أو تثبيط تطور سرطان البروستاتا ." أظهرت مراجعة أجريت عام 2010 أن أطعمة الصويا أو مكملات الأيزوفلافون لا تغير مقاييس تركيزات هرمون التستوستيرون أو الإستروجين المتاحة بيولوجيًا لدى الرجال. لقد ثبت أن استهلاك فول الصويا ليس له تأثير على مستويات ونوعية الحيوانات المنوية. خلصت التحليلات التلوية حول العلاقة بين استهلاك فول الصويا وخطر الإصابة بسرطان البروستاتا لدى الرجال إلى أن فول الصويا الغذائي قد يقلل من خطر الإصابة بسرطان البروستاتا.

### صحة القلب والأوعية الدموية
منحت إدارة الغذاء والدواء الأمريكية (FDA) الادعاء الصحي التالي لفول الصويا: "25 جرامًا من بروتين الصويا يوميًا، كجزء من نظام غذائي منخفض الدهون المشبعة والكوليسترول، قد يقلل من خطر الإصابة بأمراض القلب."  تحتوي حصة واحدة (1 كوب أو 240 مل) من حليب الصويا، على سبيل المثال، على 6 أو 7 غرام من بروتين الصويا.
لم توصي جمعية القلب الأمريكية (AHA) في مراجعة لدراسة استمرت عشر سنوات حول فوائد بروتين الصويا بتناول مكملات الايزوفلافون . ووجدت لجنة المراجعة أيضًا أن الايزوفلافون الصويا لم يثبت أنه يقلل من "الهبات الساخنة" بعد انقطاع الطمث، وأن فعالية وأمان الايزوفلافون في المساعدة على الوقاية من سرطان الثدي أو الرحم أو البروستاتا موضع تساؤل. وخلصت جمعية القلب الأمريكية إلى أن "العديد من منتجات الصويا يجب أن تكون مفيدة لصحة القلب والأوعية الدموية والصحة العامة بسبب محتواها العالي من الدهون غير المشبعة والألياف والفيتامينات والمعادن ومحتواها المنخفض من الدهون المشبعة". توصلت دراسات أخرى إلى أن استهلاك بروتين الصويا يمكن أن يخفض تركيز البروتينات الدهنية منخفضة الكثافة (LDL) التي تنقل الدهون في الماء خارج الخلايا.

#### اللجنين
ترتبط اللجنينات النباتية بالأطعمة الغنية بالألياف مثل نخالة الحبوب والفاصوليا وهي السلف الرئيسي للجنينات الثديية التي لديها القدرة على الارتباط بمواقع الإستروجين البشري. فول الصويا هو مصدر مهم لمادة الليجنين الثديية سيكو إيزولاريسيريسينول التي تحتوي على 13-273 ميكروجرام/100 جرام الوزن الجاف.

#### المواد الكيميائية النباتية
فول الصويا والأطعمة المصنعة من فول الصويا من بين أغنى الأطعمة بإجمالي هرمونات الاستروجين النباتية (على أساس رطب لكل 100 جرام) والتي توجد بشكل أساسي في صورة الأيزوفلافون والديزين والجينستين. نظرًا لأن معظم الاستروجينات النباتية الطبيعية تعمل كمنظمات انتقائية لمستقبلات الإستروجين، أو SERMs، والتي لا تعمل بالضرورة كمحفزات مباشرة لمستقبلات الإستروجين، فإن الاستهلاك الطبيعي للأطعمة التي تحتوي على هذه الاستروجينات النباتية لا ينبغي أن يوفر كميات كافية لإثارة استجابة فسيولوجية لدى البشر. المنتج الرئيسي لعملية التمثيل الغذائي للميكروبات في الدييدزين هو الإيكوال. 33% فقط من سكان أوروبا الغربية لديهم ميكروبيوم ينتج الإيكوال، مقارنة بـ 50-55% من الآسيويين.
إن مركبات الايزوفلافون الموجودة في الصويا - وهي مركبات بوليفينولية يتم إنتاجها أيضًا بواسطة نباتات بقولية أخرى مثل الفول السوداني والحمص  - تخضع لبحوث أولية. اعتبارًا من عام 2016، لم يتم إثبات وجود علاقة سببية في الأبحاث السريرية تشير إلى أن إيزوفلافون الصويا يقلل من خطر الإصابة بأمراض القلب والأوعية الدموية.

#### حمض الفيتيك
تحتوي فول الصويا على حمض الفيتيك، والذي قد يعمل كعامل مخلب ويمنع امتصاص المعادن، وخاصة بالنسبة للأنظمة الغذائية التي تحتوي بالفعل على نسبة منخفضة من المعادن.

## في الثقافة
على الرغم من أن الملاحظات التي تشير إلى أن استهلاك فول الصويا يسبب تضخم الثدي عند الرجال ليست قاطعة، فقد ظهر مصطلح مهين، "فتى فول الصويا"، لوصف الشباب المخصيين الذين لديهم سمات أنثوية.

## العقود الآجلة
يتم تداول عقود فول الصويا الآجلة في بورصة شيكاغو للتجارة ولها تواريخ تسليم في يناير (F)، ومارس (H)، ومايو (K)، ويوليو (N)، وأغسطس (Q)، وسبتمبر (U)، ونوفمبر (X).
ويتم تداولها أيضًا في بورصات السلع الآجلة الأخرى بموجب مواصفات عقود مختلفة:
- SAFEX: بورصة العقود الآجلة في جنوب أفريقيا[195]
- DC: بورصة داليان للسلع[196]
- ODE: بورصة أوساكا دوجيما للسلع (بورصة كانساي للسلع سابقًا، KEX) في اليابان [197]
- NCDEX: البورصة الوطنية للسلع والمشتقات المالية، الهند.
- ROFEX: بورصة الحبوب في روزاريو في الأرجنتين

## وصلات خارجية
- معلومات غذائية عن فول الصويا
- فول الصويا
- بروتين فول الصويا